# Копенгаген
Копенга́ген (дан. København [kʰøb̥ənˈhaʊ̯ˀn] — «Гавань торгівців») — столиця та найгустонаселеніше місто Данії з населенням приблизно 660 000 осіб у муніципалітеті та 1,4 мільйона в навколишньому регіоні. Місто розташоване на островах Зеландія та Амагер, відокремлених від Мальме, Швеція Ересуннською протокою. Ересуннський міст сполучає два міста залізницею та автошляхом.
Спочатку рибальське село вікінгів, засноване в Х столітті поблизу сьогоденного Гаммель-Странн , Копенгаген став столицею Данії на початку XV століття. У XVI столітті місто було фактичною столицею Кальмарської унії, яка керувала більшою частиною Скандинавії, що була у складі данської конфедерації зі Швецією та Норвегією.
Місто процвітало як культурний та економічний центр Скандинавії в епоху Відродження.
У XVIII столітті Копенгаген постраждав від руйнівного спалаху чуми та міських пожеж, і продовжив кілька масштабних реконструкцій, які включали будівництво престижного району Фредеріксстаден і створення таких культурних установ, як Королівський театр і Королівська академія образотворчого мистецтва. У цей період місто також стало центром данської работоргівлі. 1807 року місто зазнало бомбардування британського флоту під час наполеонівських війн, перш ніж Золота доба Данії надала неокласичний вигляд архітектурі Копенгагена.
Після Другої світової війни проєкт «Пальці» сприяв розвитку житла та бізнесу вздовж п’яти міських залізничних маршрутів, що прокладені від центру міста.
З початку XXI століття Копенгаген зазнав потужний міський і культурний розвиток, якому сприяли інвестиції в його установи та інфраструктуру.
Місто є культурним , економічним і урядовим центром Данії; це один із головних фінансових центрів Північної Європи з Копенгагенською фондовою біржею. Економіка Копенгагена швидко розвивалася у галузі послуг, особливо завдяки ініціативам у галузі інформаційних технологій, фармацевтичних препаратів і чистих технологій. Після завершення будівництва Ересуннського мосту Копенгаген дедалі більше інтегрувався зі шведською провінцією Сконе та її найбільшим містом Мальме, утворюючи Ересуннський регіон.
Кілька мостів, що сполучають різні райони, міський пейзаж характеризується парками та набережними. Пам’ятки Копенгагена, такі як сад Тіволі, статуя Русалоньки, палаци Амалієнборг і Крістіансборг, замок Розенборг, церква Фредеріка, Берсен і багато музеїв, ресторанів і нічних клубів є важливими туристичними об’єктами.
У Копенгагені розташовані Копенгагенський університет, Технічний університет Данії, Копенгагенська бізнес-школа та Копенгагенський ІТ-університет. Копенгагенський університет, заснований в 1479 році, є найстарішим університетом Данії.
У місті базуються футбольні клуби Копенгаген і Бреннбю. Щорічний Копенгагенський марафон був заснований в 1980 році.
Movia – компанія громадського транспорту, яка обслуговує всю східну Данію, окрім Борнгольма. Копенгагенський метрополітен, введено в експлуатацію у 2002 році, обслуговує центр Копенгагена. Крім того, копенгагенський S-tog, Локалтог (приватна залізниця) і мережа Чистбанен обслуговують і сполучають центр Копенгагена з віддаленими районами. Аеропорт Копенгагена Каструп, який обслуговує приблизно 2,5 мільйона пасажирів на місяць, є найзавантаженішим аеропортом у скандинавських країнах.

## Історія

### Рання історія
Хоча найдавніші історичні записи про Копенгаген датуються кінцем XII століття, нещодавні археологічні знахідки, пов’язані з роботами на системі міської залізниці, виявили залишки великого купецького особняка поблизу сучасного Конгенс-Ніторв бл. 1020 р.
Розкопки в Пілестреде також призвели до відкриття колодязя кінця XII століття. Залишки стародавньої церкви з могилами, датованими XI століттям, біля рогу Стрегет та Родгуспладсен.
Ці знахідки вказують на те, що заснування Копенгагена як міста сягає принаймні XI століття. Велика кількість крем'яних знарядь у цьому районі свідчать про людські поселення, що датуються кам'яною добою. Багато істориків вважають, що місто датується пізньою епохою вікінгів і, можливо, його заснував Свен I Вилобородий.
 Природна гавань і добрий вилов оселедця, ймовірно, приваблювали рибалок і торговців на цю територію на сезонній основі з XI століття і більш постійно в XIII столітті. Перші поселення, ймовірно, були зосереджені на Гаммель-Странд (буквально «старий берег») в XI столітті або навіть раніше.
Найдавніша письмова згадка про місто датується 12 століттям, коли Саксон Граматик у Gesta Danorum згадує його як Portus Mercatorum, що означає «Гавань купців» або, данською того часу, Købmannahavn. Традиційно заснування Копенгагена датується будівництвом єпископом Абсалоном скромної фортеці на маленькому острові Слотсгольмен в 1167 році, де сьогодні стоїть палац Крістіансборг. Будівництво фортеці було відповіддю на напади вендських піратів, які вражали узбережжя протягом XII століття. Оборонні вали та рови були завершені, і до 1177 року була побудована церква Св. Клеменса. Напади вендів тривали, і після того, як початкова фортеця була зрештою зруйнована піратами, данці замінили її Копенгагенським замком.

### Середньовіччя
1186 року в листі папи Урбана III стверджується, що замок Гафн (Копенгаген) і прилеглі до нього землі, включаючи місто Гафн, були передані Абсалону, єпископу Роскільде (1158–1191) і архієпископу Лунда (1177–1201), королем Вальдемаром I.
Після смерті Абсалона майно мало стати власністю єпископства Роскільда.
Близько 1200 року церква Богоматері була побудована на підвищенні на північний схід від міста, яке почало розвиватися навколо нього.
Коли місто ставало відомішим, воно неодноразово зазнавало нападів Ганзи. 1368 року було захоплено під час Другої дансько-ганзейської війни. Оскільки в Копенгагені процвітала рибна промисловість, зокрема торгівля оселедцем, місто почало розширюватися на північ від Слотсгольмена.
1254 року місто отримало статус міста під керівництвом єпископа Якоба Ерландсена, який заручився підтримкою місцевих торговців рибою проти короля, надавши їм особливі привілеї. У середині 1330-х років була опублікована перша земельна оцінка міста.
Зі встановленням Кальмарської унії (1397–1523) між Данією, Норвегією та Швецією приблизно до 1416 року Копенгаген став столицею Данії, коли Ерік Померанський переніс свою резиденцію до Копенгагенського замку.{Sfn|Christopher|2006|p=78}}
Копенгагенський університет був урочисто відкритий 1 червня 1479 року королем Кристіаном I після схвалення папи Сікста IV. Це робить його найстарішим університетом Данії та одним із найстаріших Європи. Спочатку контрольований католицькою церквою, роль університету в суспільстві була змушена змінитися під час Реформації в Данії наприкінці 1530-х років.

### XVI — XVII ст
Під час суперечок що до Реформації 1536 року місто, яке підтримувало Кристіана II, який був католиком, було взято в облогу в 1523 році військами Фредеріка I, який підтримував лютеранство. Оборона Копенгагена була посилена низкою веж уздовж міського муру. Після тривалої облоги з липня 1535 по липень 1536, під час якої місто підтримувало альянс Кристіана II з Мальме та Любеком, воно нарешті було змушене капітулювати перед Кристіаном III. У другій половині століття місто процвітало через збільшення торгівлі через Балтійське море за підтримки голландських кораблів. Захищав інтереси міста та сприяв його розвитку високопоставлений державний діяч Кристоффер Валкендорф. Нідерланди також стали переважно протестантськими, як і північні німецькі держави.
Під час правління Крістіана IV в 1588 — 1648 рр. Копенгаген мав потужний розвиток. З його ініціативи на початку XVII століття на Слотсгольмені було завершено дві важливі будівлі: Арсенал Тейгуса та фондову біржу Берсен. За для сприяння міжнародної торгівлі, в 1616 році було засновано Ост-Індську компанію. На схід від міста, натхненний голландським плануванням, король розбудував район Кристіансгавн із каналами та валами. Спочатку він мав бути укріпленим торговим центром, але зрештою став частиною Копенгагена. Крістіан IV також спонсорував низку амбітних будівельних проєктів, включаючи Розенборг і Круглу вежу. У 1658–1659 рр. місто витримало облогу шведам під керівництвом Карла X і успішно відбило великий штурм.
До 1661 року Копенгаген утвердив свою позицію столиці Данії та Норвегії. В ньому були розташовані всі основні установи, флот і більша частина армії. Оборона була додатково зміцнена після завершення будівництва Цитаделі в 1664 році та розширення Крістіансгавнс-Волда з його бастіонами в 1692 році, що призвело до створення нової бази для флоту в Нюгольмі.

### XVIII століття

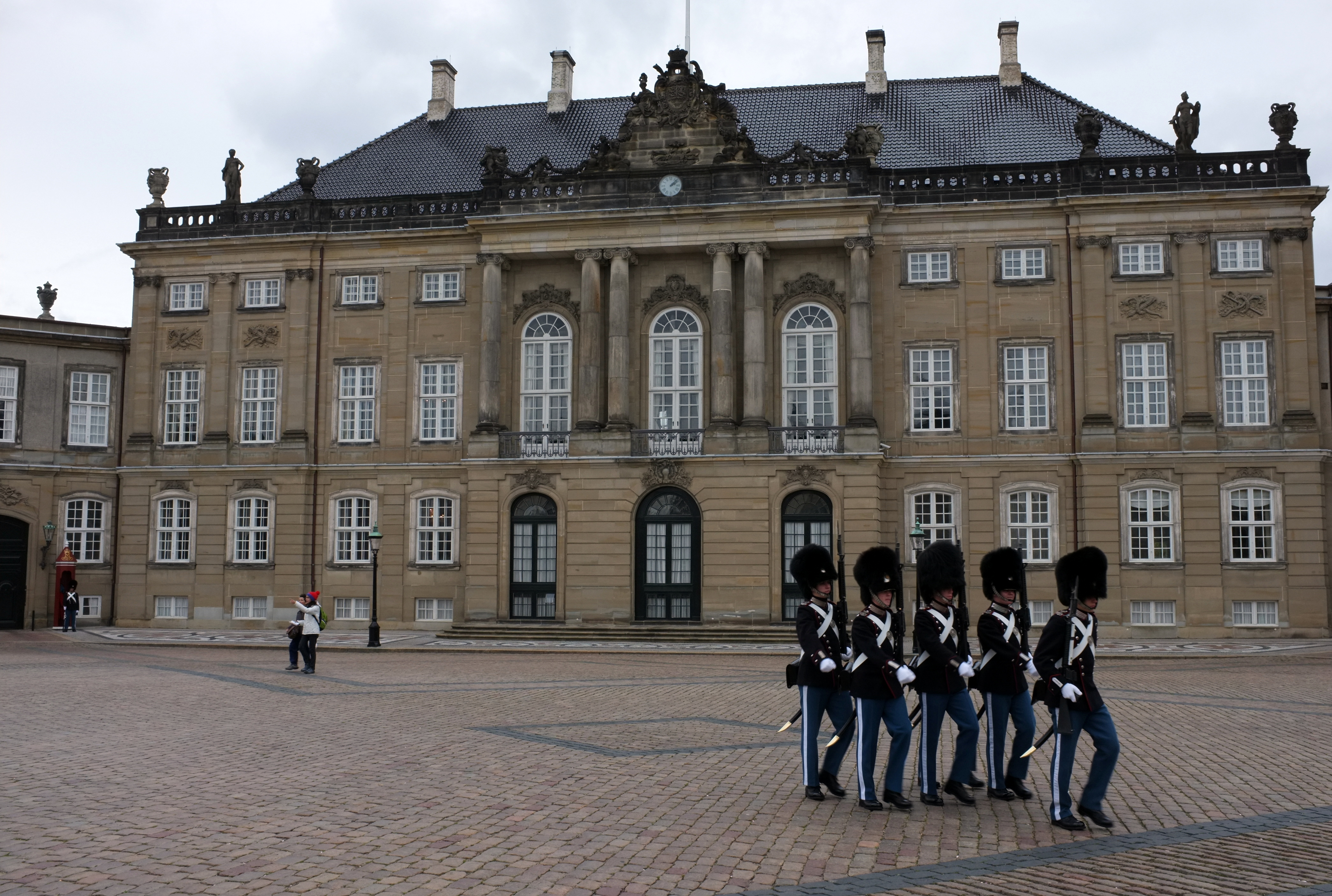
Палац Фредеріка VIII, також знаний як палац Брокдорфа у Фредеріксштаден, частина палацу Амалієнборг

Копенгаген втратив близько 22 000 із 65 000 населення через чуму в 1711 році. Місто також постраждало від двох великих пожеж, які знищили більшу частину його інфраструктури. Копенгагенська пожежа 1728 року була найбільшою в історії Копенгагена. Вона розпочалася ввечері 20 жовтня і продовжувалася до ранку 23 жовтня, знищивши приблизно 28% міста, залишивши близько 20% населення без даху над головою. Не менше 47% середньовічної частини міста було повністю втрачено. Разом із пожежею 1795 року це головна причина того, що в сучасному місті мало слідів старого міста.
Відбулась значна реконструкція. 1733 року розпочато роботи над королівською резиденцією палацу Крістіансборг, які були завершені в 1745 році. 1749 року було розпочато розвиток престижного району Фредеріксштадені. Його центр, який спроєктував Нільс Ейгтвед у стилі рококо, містив особняки, які зараз утворюють палац Амалієнборг. Було здійснено значне розширення військово-морської бази Гольмен, а культурне значення міста підвищилося завдяки Королівському театру та Королівській академії образотворчих мистецтв.
У XVIII столітті данська работоргівля, яка почалася в XVII столітті, зазнала швидкого розширення. У 1660 — 1806 рр. данські купці, багато з яких базувалися в Копенгагені, перевезли приблизно 120 000 поневолених африканців до данської Вест-Індії. Ці купці були здебільшого пов’язані з работоргівельною Данською Вест-Індською компанією та Данською Азійською компанією, обидві зі штаб-квартирою в Копенгагені. Багато будівель у Копенгагені, такі як особняк Мольтке, Жовтий палац і Вест-Індський склад, фінансувалися з прибутків, отриманих від данської работоргівлі. У другій половині XVIII століття Копенгаген скористався нейтралітетом Данії під час воєн між головними державами Європи, що дозволило йому відігравати важливу роль у торгівлі між державами Балтійського басейну. Після того, як Крістіансборг був знищений пожежею в 1794 році, а інша пожежа завдала серйозної шкоди місту в 1795 році, почалася робота над класичною пам’яткою Копенгагена Гейбро-пладз, а Ню-торв і Гаммел-торв були перебудовані.

### XIX століття

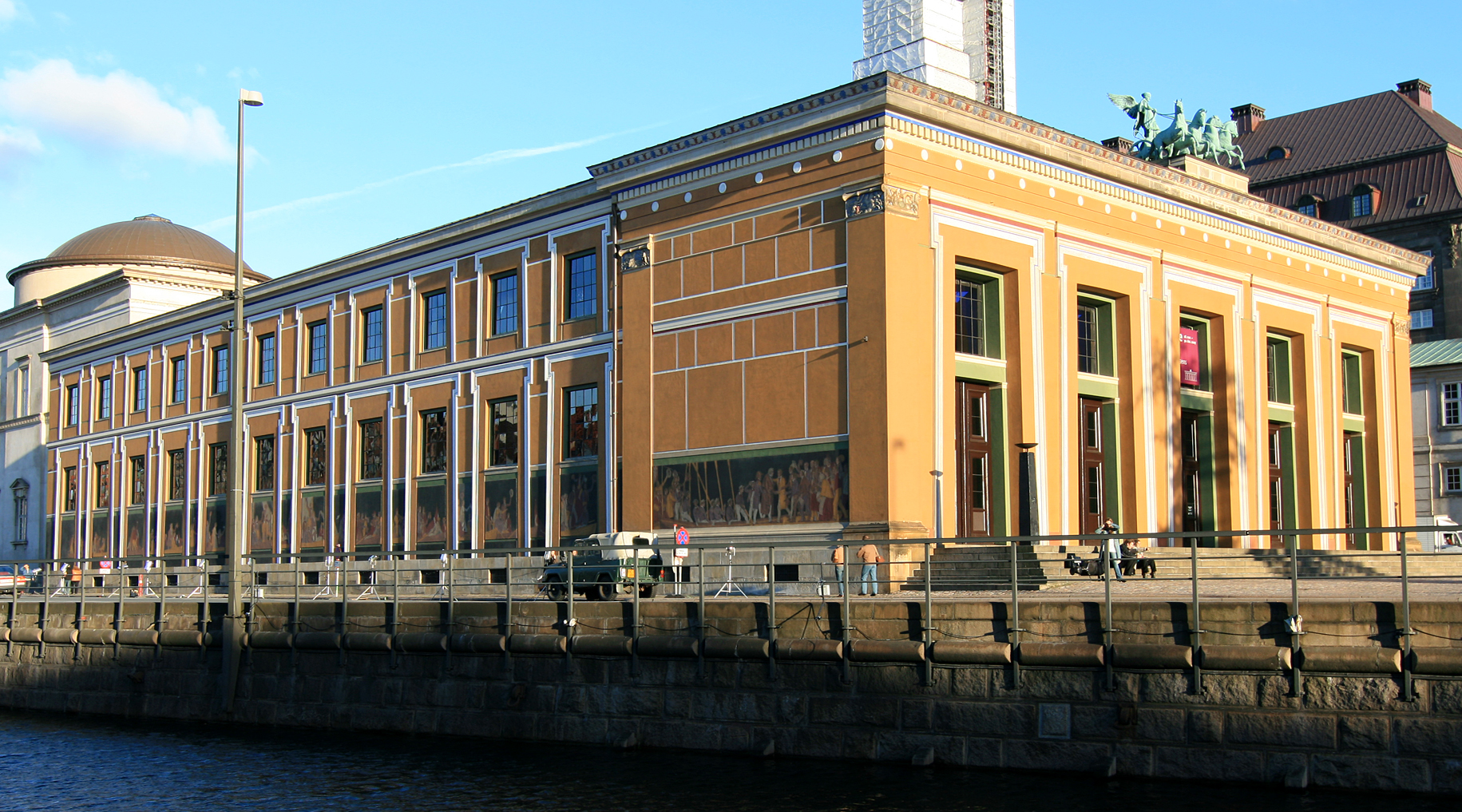
Музей Торвальдсена Готліба Біндесбелля

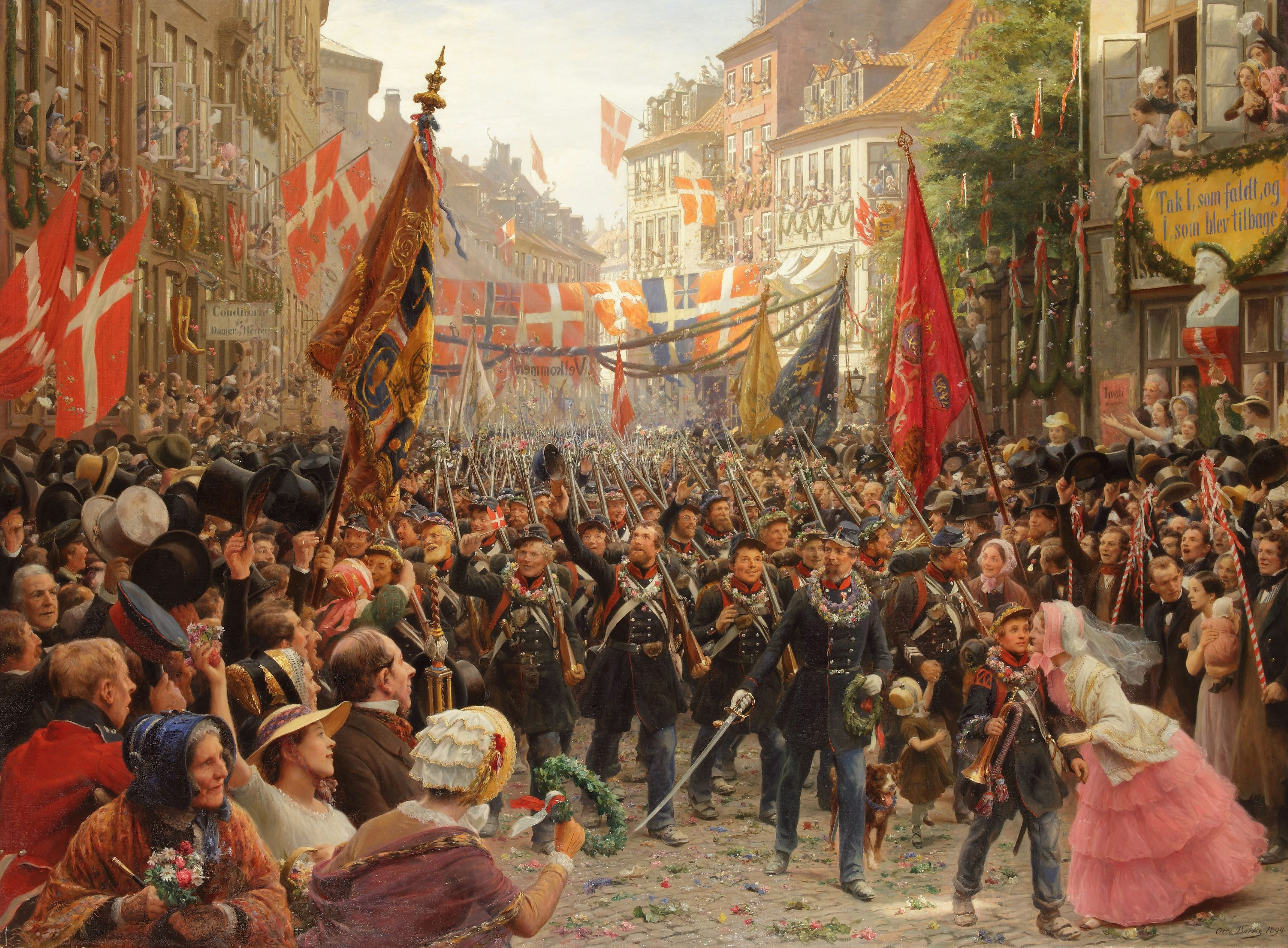
Данські солдати повертаються до Копенгагена в 1849 році після Першої Шлезвізької війни – картина Отто Бахе (1894)

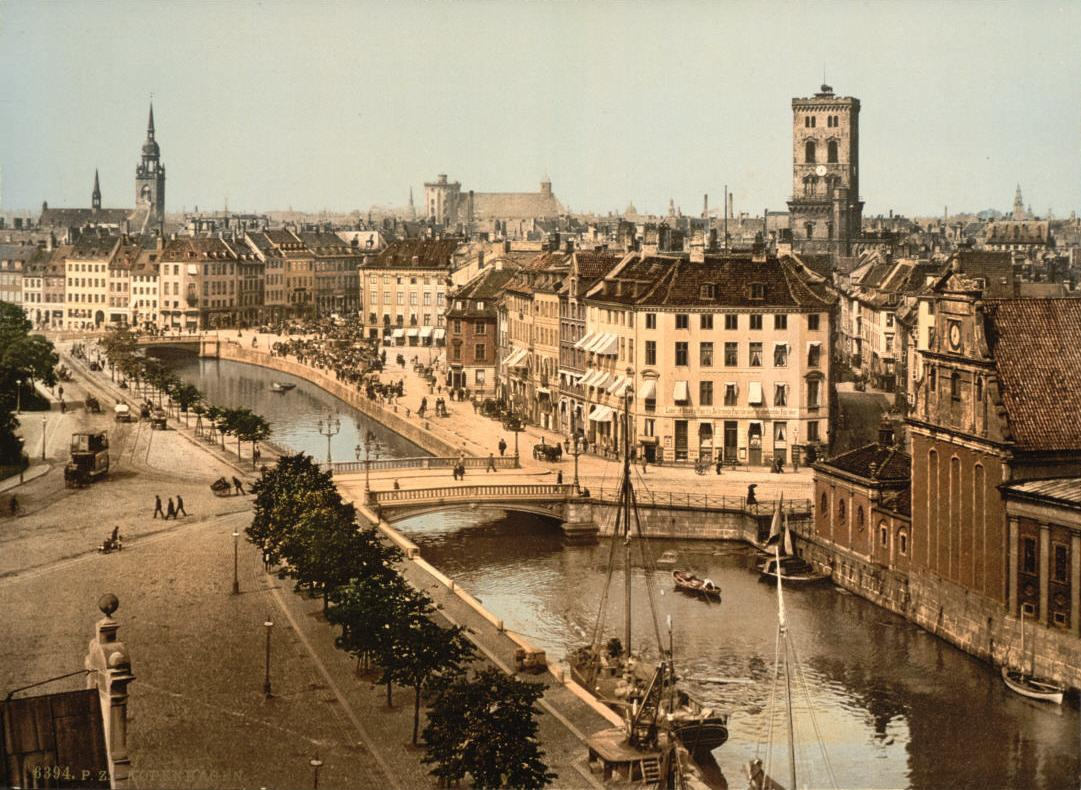
Канал Слотсгольмен, вид з будівлі Берсен (бл.  1900 р.). На задньому плані зліва направо: церква Святого Духа (Копенгаген), Тринітатис (комплекс), церква Святого Миколая (Копенгаген) та церква Гольмен

Через побоювання Британії, що Данія вступить у союз з Францією, Королівський флот під командуванням адмірала сера Гайда Паркера був направлений нейтралізувати Королівський дансько-норвезький флот. 2 квітня 1801 року флот Паркера зіткнувся з дансько-норвезьким флотом, який стояв на якорі поблизу Копенгагена.
Головну атаку очолив віцеадмірал Гораціо Нельсон. Дансько-норвезький флот чинив серйозний опір, і цю битву часто вважають найважчою битвою Нельсона, перевершуючи навіть Трафальгарську битву. Саме під час цієї битви лорд Нельсон, як кажуть, «приставив телескоп до сліпого ока», щоб не побачити сигналу адмірала Паркера про припинення вогню. Британці зрештою виграли битву, потопивши або захопивши більшу частину дано-норвезького флоту, що змусило Данію погодитися не вступати в союз із Францією.
1807 року внаслідок триваючих побоювань британців щодо союзу Данії з Францією інший британський флот на чолі з адміралом Джеймсом Гамб'є був відправлений до Копенгагена з наказом захопити або знищити дансько-норвезький флот. Британці оголосили прокламацію з вимогою капітуляції дано-норвезького флоту, а данці відповіли «те, що було рівноцінним оголошенню війни». Флот Гамб'є у відповідь здійснив морське бомбардування Копенгагена з 2 по 5 вересня.
Під час обстрілу, під час якого було застосовано ракети Конгріва, загинуло 195 мирних жителів і було поранено 768, а також спалено близько 1000 будівель, у тому числі церква Богоматері. Захисники Копенгагена не змогли ефективно відповісти на бомбардування через те, що покладалися на стару лінію оборони, обмежена дальність якої не могла досягти британських кораблів і їхньої артилерії великої дальності. Британський десант чисельністю 30 000 вояків окупував Копенгаген; під час битви англійці зазнали втрат майже 200 осіб, тоді як данці втратили 3000 осіб. Практично весь дано-норвезький флот був зданий британцям, які або спалили їх, або повернули до Британії. Данія оголосила війну Британії, що призвело до початку Канонерської війни, яка тривала до Кільського договору 1814 року.
Попри потрясіння, які принесли місту наполеонівські війни, Копенгаген незабаром пережив період інтенсивного культурного піднесення, знане як Золота доба Данії.
Живопис процвітав під керівництвом К. В. Екерсберга та його учнів, а К. Ф. Гансен і Готліб Біндесбелль привнесли неокласичний вигляд в архітектуру міста.  На початку 1850-х років міські вали були зриті, щоб дозволити будувати нове житло навколо Озер (дан. Søerne), які межували зі старими оборонними спорудами на заході. До 1880-х років райони Нерребро та Вестербро були розширені для розміщення тих, хто прибув з провінцій для участі в індустріалізації міста. Це різке збільшення простору було давно назріло, оскільки не тільки старі оборонні вали застаріли, але й погану санітарію в старому місті потрібно було подолати. З 1886 року західний вал (Вестволден) було зрівняно, що дозволило значно розширити гавань, що призвело до створення Копенгагенського вільного порту 1892–94.
Електрика запроваджена в 1892 році, електричні трамваї — з 1897 року. Будівнитство житла за межами старих валів призвело до величезного збільшення населення. 1840 року в Копенгагені проживало близько 120 000 осіб. До 1901 року в ньому проживало близько 400 000 жителів.

### XX століття

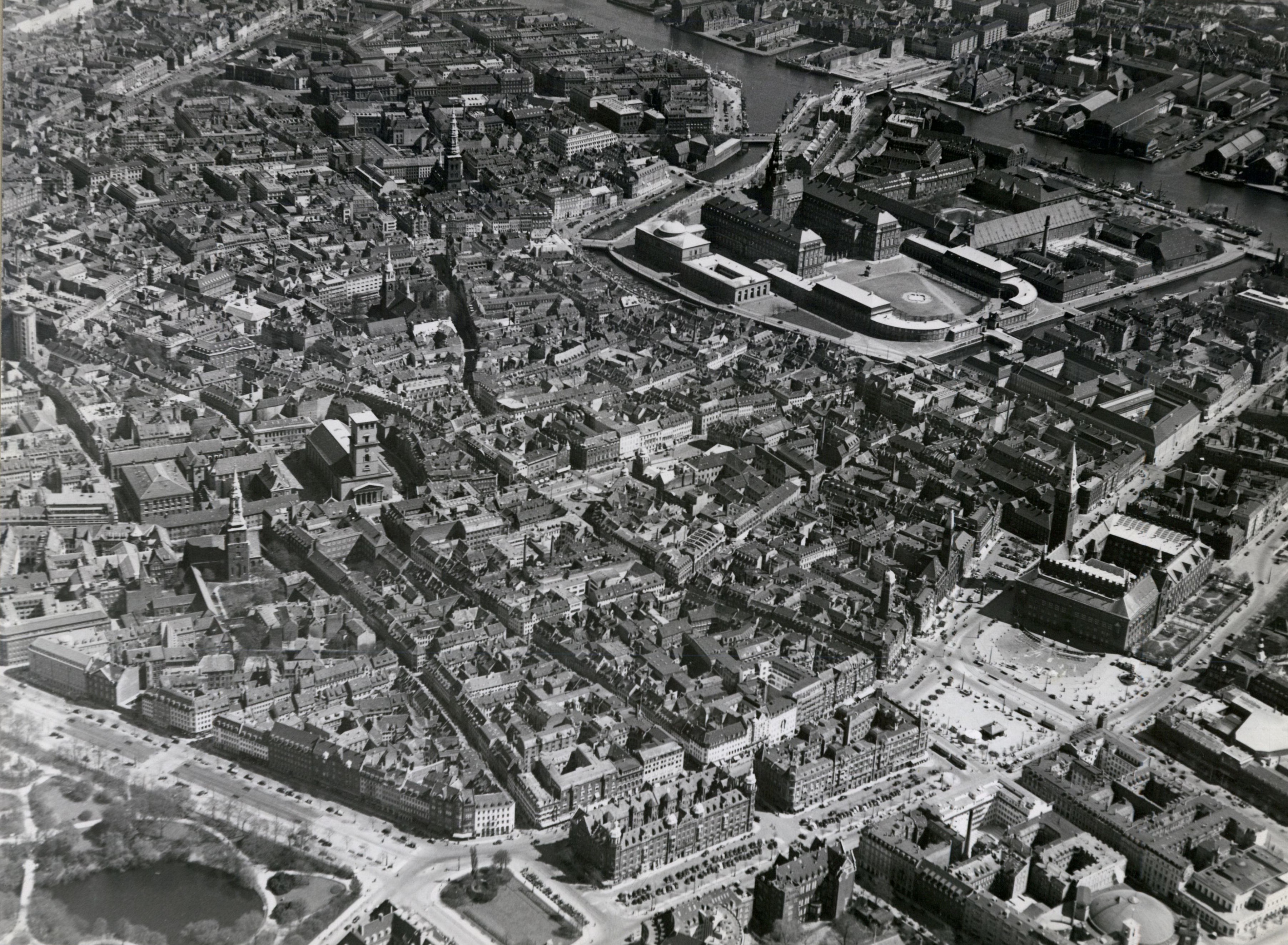
Центр Копенгагена в 1939 році

До початку XX століття Копенгаген став процвітаючим промисловим і адміністративним містом. З його новою ратушею та залізничним вокзалом його центр було змістився на захід. Нові житлові забудови виросли в Бреншей та Вальбю, тоді як Фредеріксберг став анклавом у місті Копенгаген. Північна частина Амагера та Вальбю також була включена до складу міста Копенгаген в 1901–1902 рр.
В результаті нейтралітету Данії в Першій світовій війні Копенгаген процвітав завдяки торгівлі як з Великою Британією, так і з Німеччиною, тоді як оборона міста була повністю укомплектована близько 40 000 солдатами протягом війни.
У 1920-х роках виникла серйозна нестача товарів і житла. Було розроблено плани знести стару частину Крістіансгавна та позбутися найгірших нетрів міста. Однак лише в 1930-х роках відбулося суттєве будівництво житла
зі знесенням однієї сторони Торвегаде в Крістіансгавні для будівництва п’яти великих житлових будинків.

#### Друга світова війна

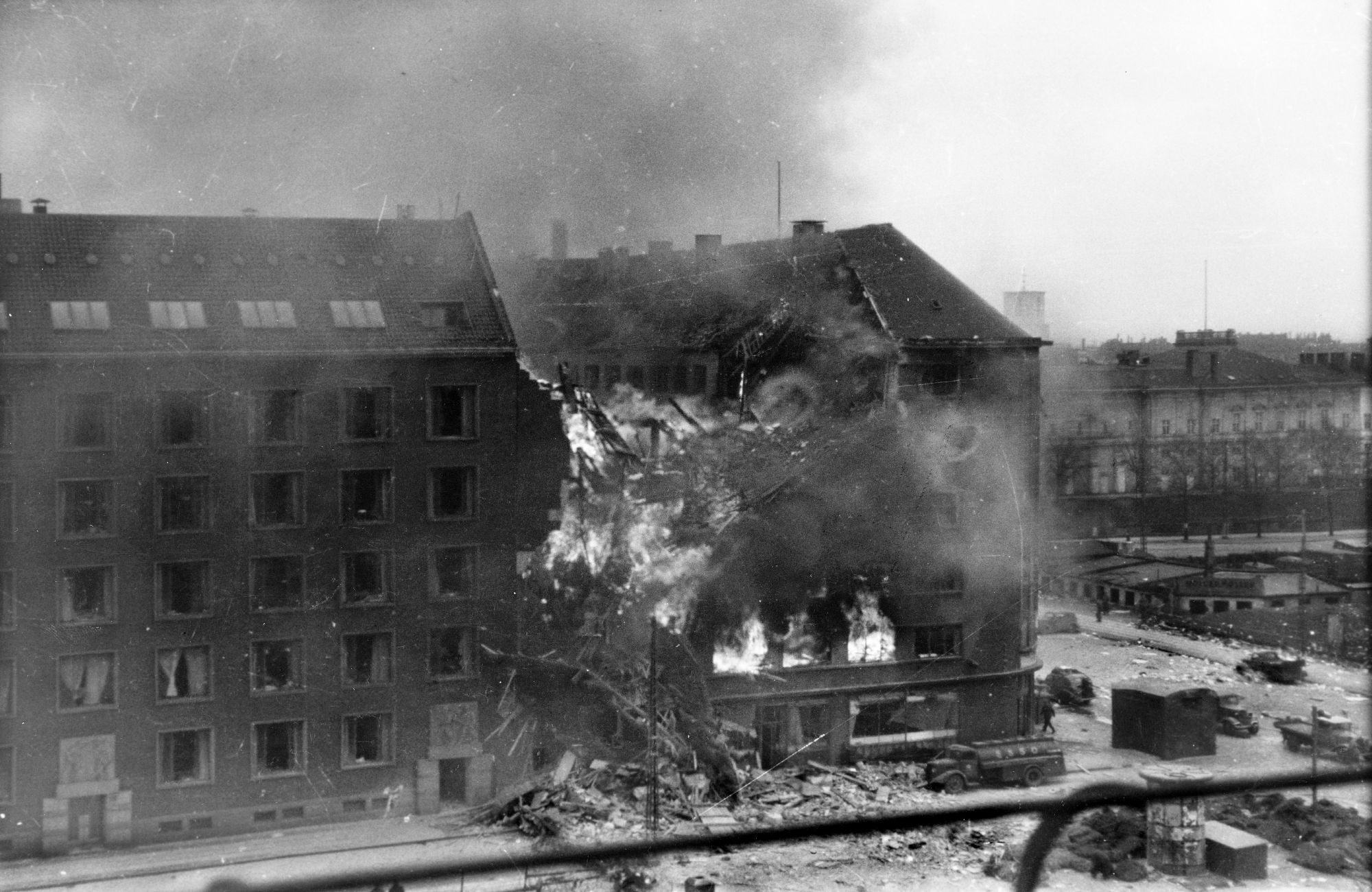
Бомбардування штаб-квартири гестапо у березні 1945 року було скоординоване з данським рухом опору.

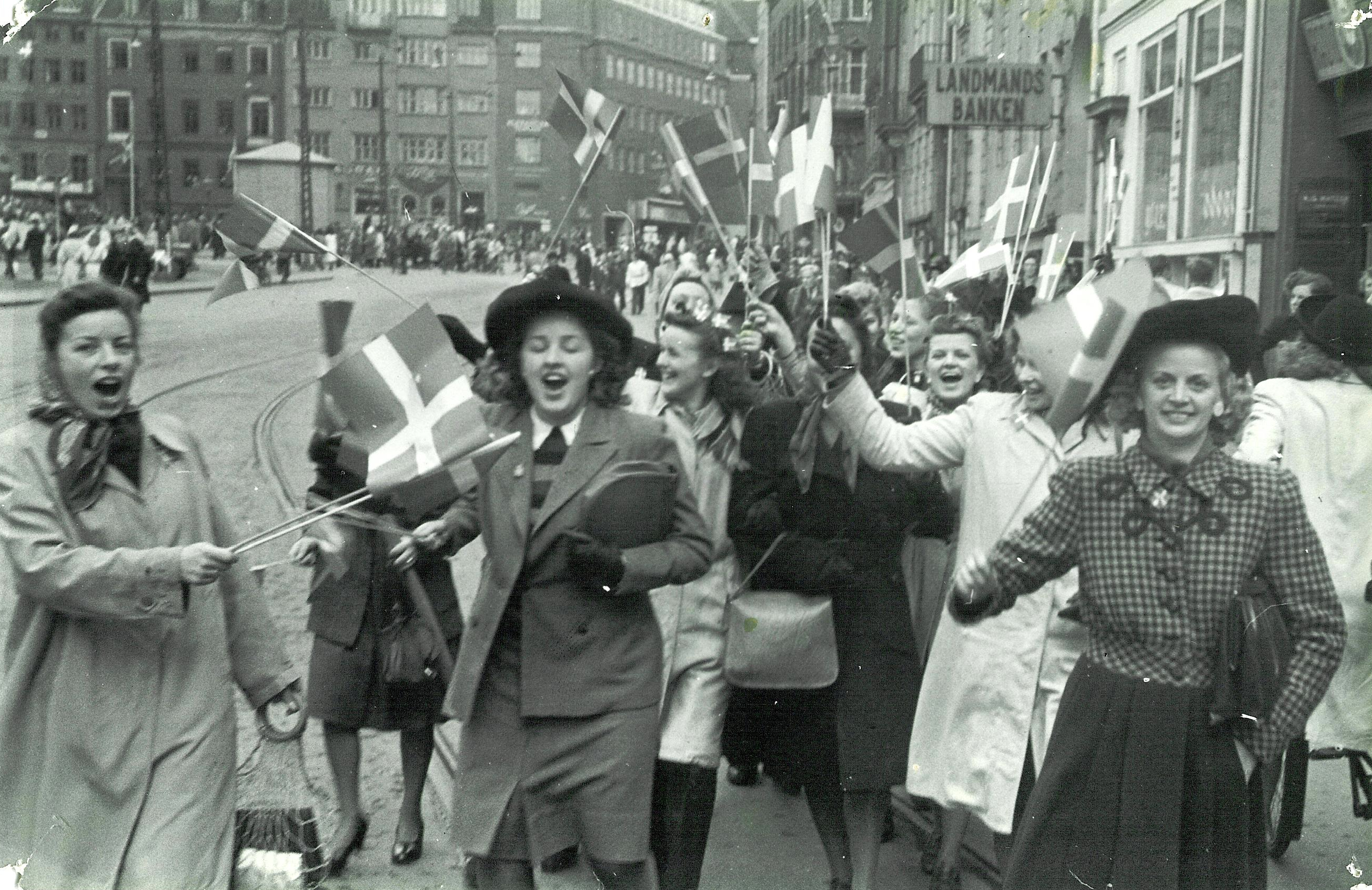
Люди святкують визволення Данії на площі Стрегет у Копенгагені, 5 травня 1945 року. Німеччина капітулювала через три дні.

Під час Другої світової війни Копенгаген був окупований німецькими військами разом з рештою країни з 9 квітня 1940 року до 4 травня 1945 року. Німецький лідер Адольф Гітлер сподівався, що Данія стане «зразковим протекторато», і спочатку нацистська влада намагалася досягти порозуміння з данським урядом. Парламентські вибори 1943 року в Данії також були дозволені, і лише Комуністична партія була виключена з них. Але в серпні 1943 року, після того, як співпраця уряду з окупаційними військами зазнала краху, кілька кораблів було потоплено в Копенгагенській гавані Королівським флотом Данії, щоб запобігти їх використанню німцями. Приблизно в цей час нацисти почали арештовувати євреїв, хоча більшості з них вдалося втекти до Швеції.
1945 року Оле Ліппман, керівник данської секції Виконавчого комітету спеціальних операцій, запросив Королівські ВПС Великої Британії підтримати їхні операції, атакувавши нацистську штаб-квартиру в Копенгагені. Відповідно, віцемаршал авіації сер Бейзіл Ембрі розробив план вражаючої високоточної атаки на будівлю СД і гестапо, колишні офіси нафтової компанії Shell. Політичних в'язнів утримували на горищі, щоб запобігти повітряному нальоту, тому RAF довелося бомбити нижні рівні будівлі.
«Операція Карфаген», розпочалася 22 березня 1945 року трьома невеликими хвилями. У першій хвилі всі шість літаків (що несли по одній бомбі) влучили в ціль, але один з літаків розбився біля школи для дівчат Фредеріксберга. Через цю катастрофу чотири літаки двох наступних хвиль прийняли школу за військову ціль і спрямували свої бомби на неї, що призвело до загибелі 123 цивільних осіб (з яких 87 були школярами). Однак 18 з 26 політичних в'язнів у будівлі Шелл вдалося втекти, тоді як архіви Гестапо були повністю знищені.
8 травня 1945 року Копенгаген був офіційно звільнений британськими військами під командуванням фельдмаршала Бернарда Монтгомері, який контролював капітуляцію 30 000 німців, розташованих навколо столиці.

#### Повоєнні десятиліття
Невдовзі після закінчення війни, в 1947 році, було запроваджено інноваційний проєкт міського розвитку, знаний як "План пальців", що заохочував створення нового житла та підприємств у поєднанні з великими зеленими зонами вздовж п'яти "пальців", що простягалися від центру міста вздовж маршрутів S-поїздів. З розвитком держави загального добробуту та виходом жінок на ринок праці, по всьому місту з'явилися школи, дитячі садочки, спортивні майданчики та лікарні. В результаті студентських заворушень наприкінці 1960-х років колишні казарми Бодсандсстреде в Крістіансгавні були зайняті, що призвело до створення Вільного міста Християнія у вересні 1971 р..
Автомобільний рух у місті значно зріс, і в 1972 році трамваї були замінені автобусами. З 1960-х років з ініціативи молодого архітектора Єна Гейля в центрі міста були створені пішохідні вулиці та велосипедні доріжки. Діяльність у порту Копенгагена знизилася із закриттям військово-морської бази Гольмен. Аеропорт Копенгагена зазнав значного розширення, ставши центром для північних країн. У 1990-х роках в районі гавані та на заході Амагера було реалізовано масштабну житлову забудову. 1999 року на набережній було завершено будівництво будівлі Національної бібліотеки "Чорний діамант".

### XXI століття

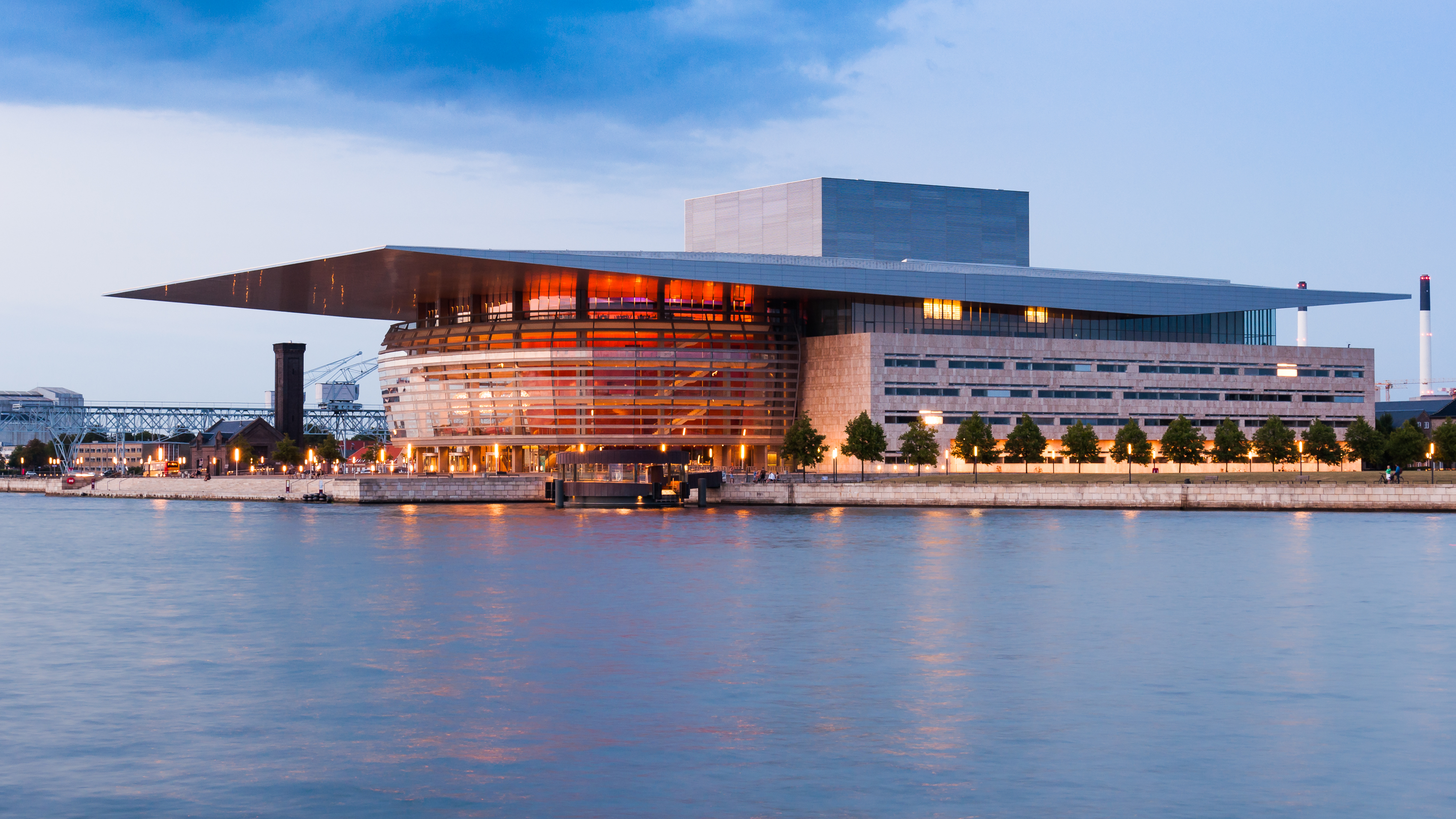
Копенгагенський оперний театр

З літа 2000 року Копенгаген і шведське місто Мальме сполучені Ересуннським мостом, яким здійснюється залізничне та автомобільне сполучення. В результаті Копенгаген став центром великої агломерації, що охоплює обидві країни. Через відкриття мосту відбулись значні зміни в мережі громадського транспорту і масштабна реконструкція Амагера. Відбувся розвиток галузі послуг і торгівлі, було створено низку банківських і фінансових установ. Освітні установи також набули значення, особливо Копенгагенський університет з його 35 000 студентів.
Іншим важливим кроком у розвитку міста стало відкриття Копенгагенського метро, що відкрито у 2002 році з розширеннями до 2007 року.
Копенгагенський оперний театр, подарунок місту від судноплавного магната Мерска Мак-Кінні Меллера, було відкрито у 2005 році. У грудні 2009 року Копенгаген здобув міжнародну популярність, коли приймав всесвітню зустріч з питань клімату COP15.

## Географія

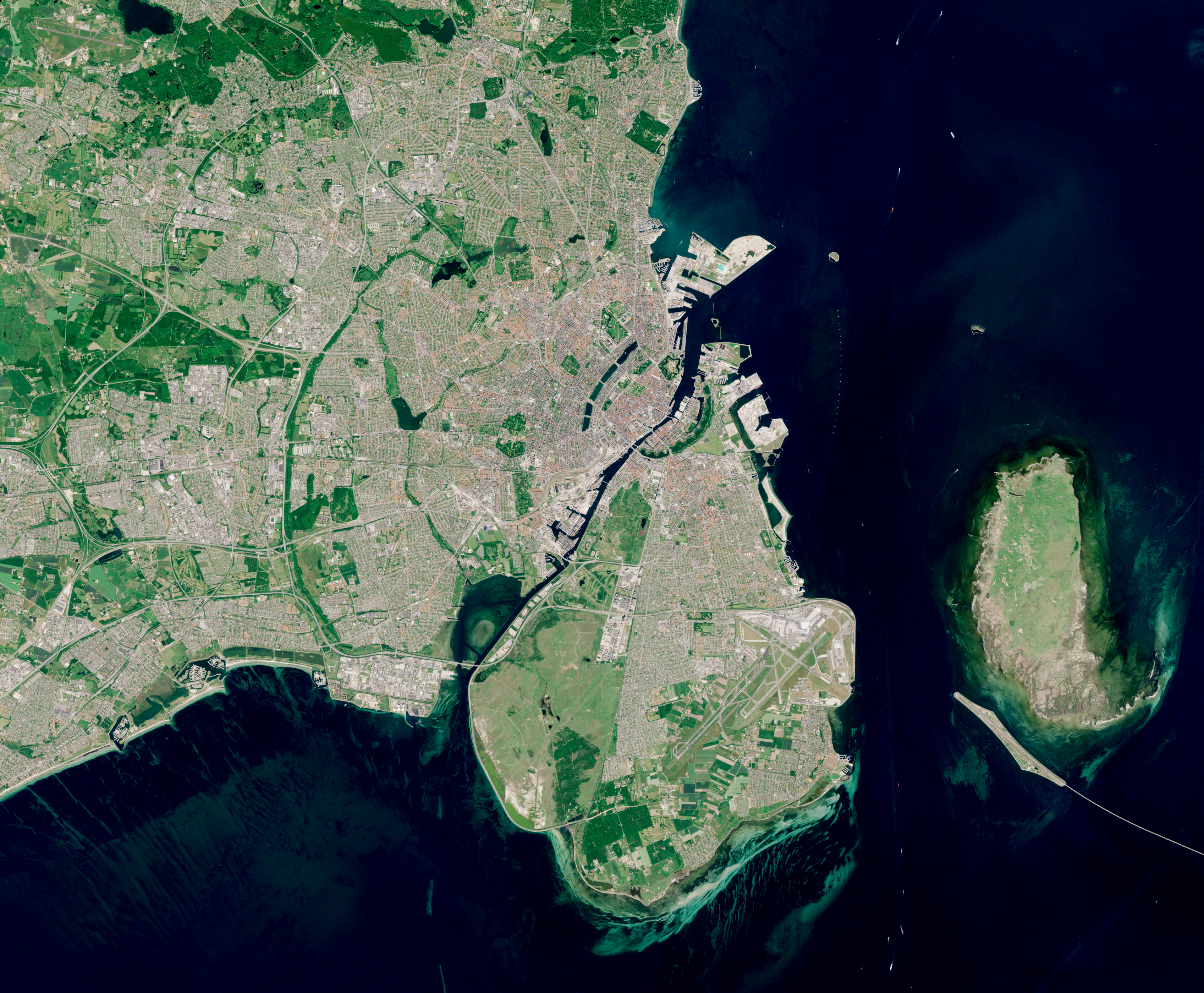
Супутниковий знімок Копенгагена

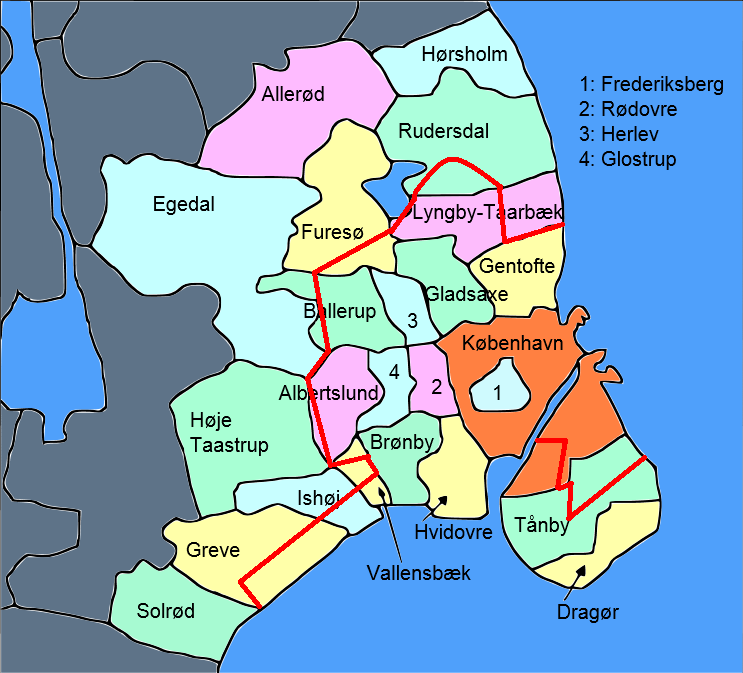
Червона лінія показує приблизну площу міської території Копенгагена.

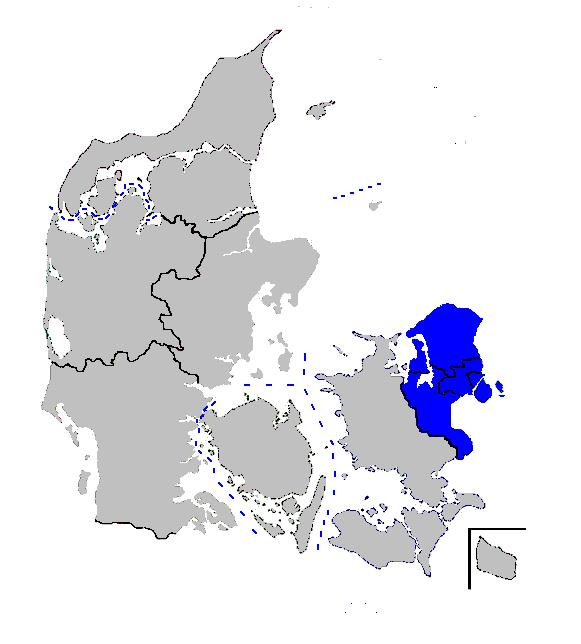
Столична агломерація Копенгагена

Копенгаген є частиною Ересуннського регіону, який складається з Зеландії, Лоланн-Фальстер і Борнгольм у Данії та Сконе у Швеції. Місто розташоване на східному березі острова Зеландія, частково на острові Амагер та на низці природних і штучних острівців між ними. На сході Копенгаген омивається Ересунською протокою, яка відокремлює Данію від Швеції і з'єднує Північне море з Балтійським. Шведські міста Мальме та Ландскруна розташовані на шведському березі протоки прямо навпроти Копенгагена. Автошляхами Копенгаген знаходиться за 42 км на північний захід від Мальме, 85 км на північний схід від Нестведа, 164 км на північний схід від Оденсе, 295 км на схід від Есб'єрга та 188 км на південний схід від Орхуса морем і дорогою через Шелландз-Одде.
Центр міста знаходиться в районі, який спочатку був обмежений старими валами, які досі називають Фортифікаційним кільцем і збереглися у вигляді часткової зеленої смуги навколо нього. Далі йдуть житлові райони кінця XIX і початку XX століть: Естербро, Нерребро, Вестербро і Амагербро. У 1920 — 1960 рр. з'явилися околичні райони Конґенз-Енґгаве, Вальбю, Віґершлев, Ванлесе, Бренсгей, Уттершлев і Зундбю. Вони складаються переважно з приватних і багатоквартирних будинків, часто доповнених парками та зеленими насадженнями.

### Топографія
Центральна частина міста розташована на відносно низько розташованій рівнині, утвореної моренами останнього льодовикового періоду, тоді як горбисті райони на півночі та заході часто піднімаються до 50 м над рівнем моря. Схили Вальбю і Бренсгей досягають висоти понад 30 м, розділені долинами, що простягаються з північного сходу на південний захід. Неподалік від центру розташовані копенгагенські озера Сортедамз-Зе, Пеблінге-Зе та Сант-Йоргенс-Зе.
Копенгаген лежить на підґрунті кременистого шаруватого вапняку, відкладеного в данський період приблизно 60-66 мільйонів років тому. Також присутня деяка кількість зеленого піску з Зеландського ярусу. У цьому районі є кілька розломів, найважливішим з яких є розлом Карлсберг, що проходить з північного заходу на південний схід через центр міста. Після останнього льодовикового періоду льодовики залишили шар морен завтовшки до 15 м.
Геологічно Копенгаген лежить у північній частині Данії, де земля піднімається через післяльодовиковий відскок.

### Пляжі

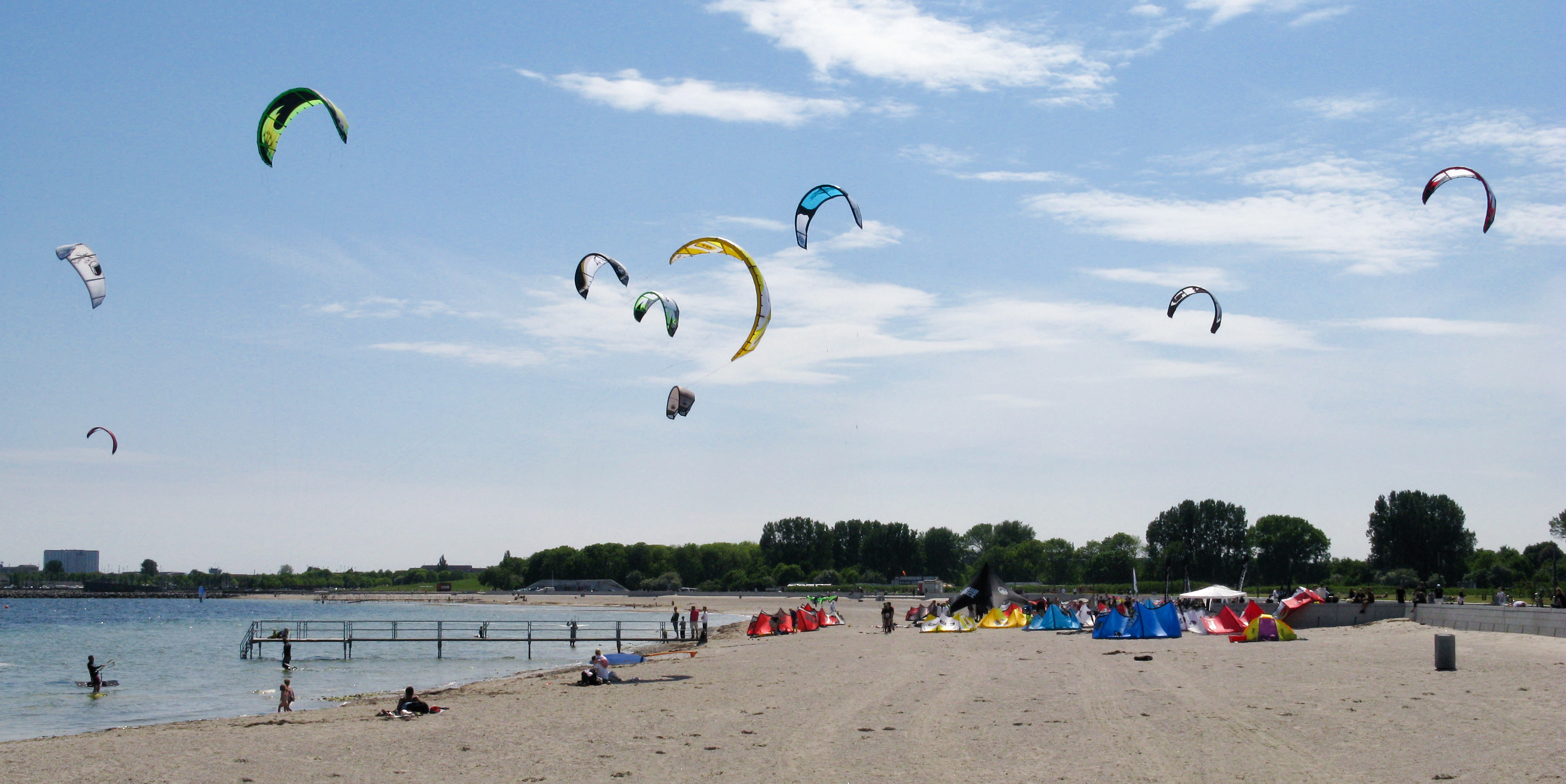
Амагерський пляж

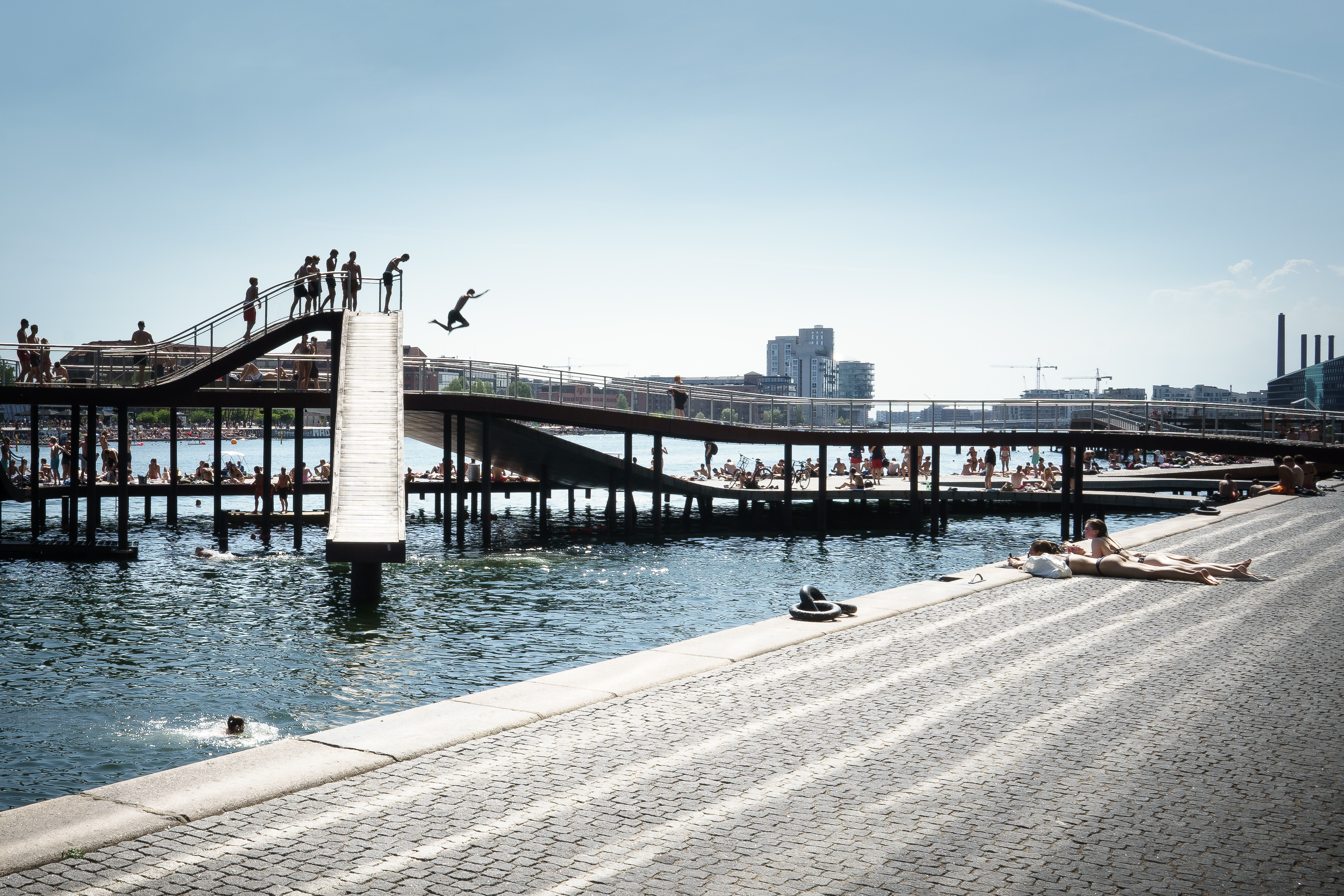
Кальвебод-Бельге – громадський пляж у межах міста

Амагерський пляж, відкритий у 2005 році, — штучний острів завдовжки 2 км із загальною довжиною пляжів 4,6 км. Він розташований лише за 15 хвилин їзди на велосипеді або за кілька хвилин на метро від центру міста.
У Клампенборзі, приблизно за 10 км від центру Копенгагена, знаходиться пляж Бельвю. Його довжина становить 700 м, на пляжі є як рятувальники, так і душові з прісною водою.
Пляжі доповнюються набережними Копенгагена. Перша і найпопулярніша з них розташована на острові Бригге, що буквально означає "Ісландська набережна", і отримала міжнародне визнання за свій дизайн.

## Клімат

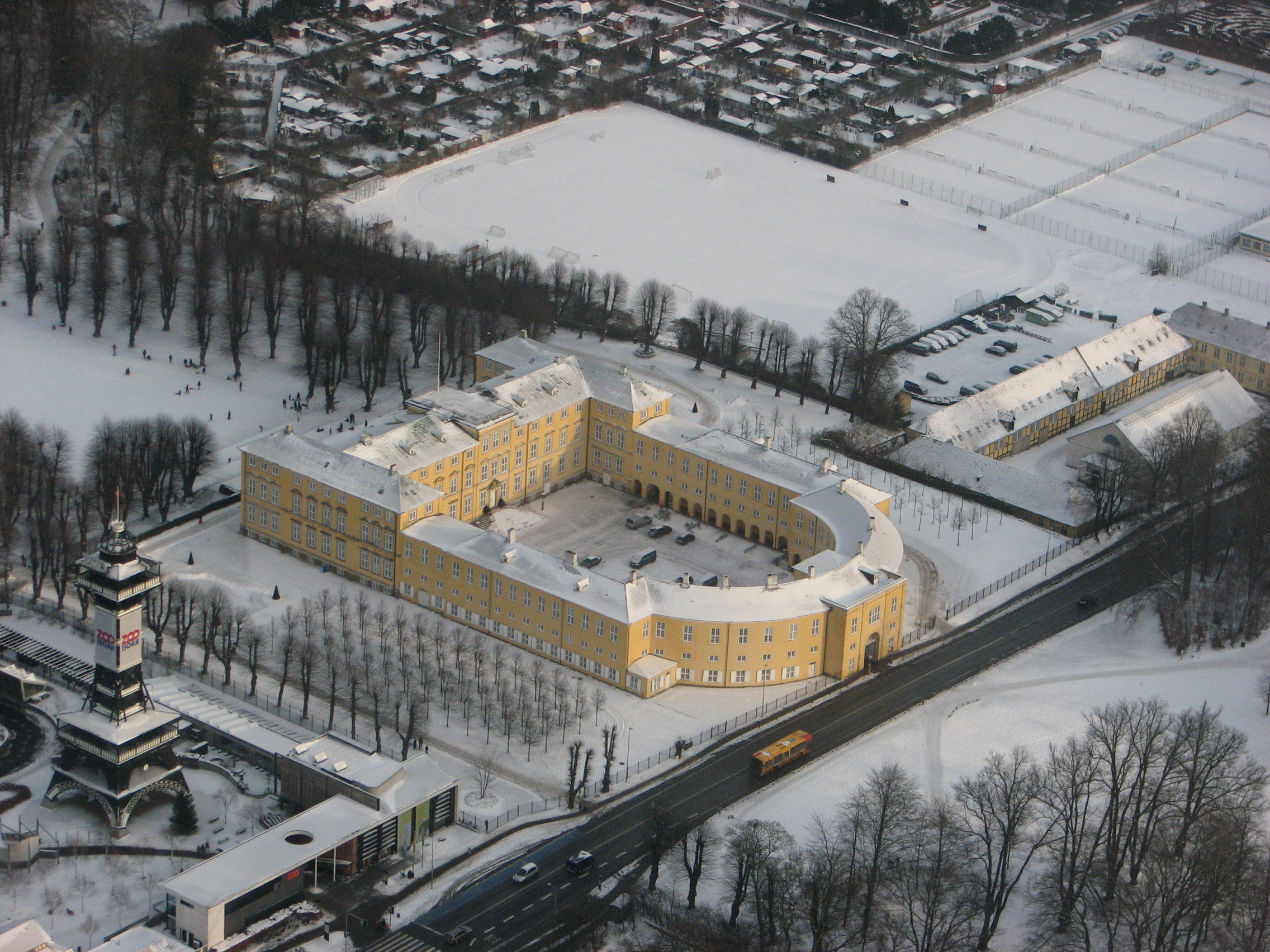
Палац Фредеріксберг взимку

Копенгаген має морський клімат. Його погода залежить від циклонів з Атлантики, що призводить до мінливої погоди протягом усього року. За винятком дещо більшої кількості опадів з липня по вересень, кількість опадів помірна. Хоча сніг випадає переважно з кінця грудня до початку березня, також може йти дощ, при цьому середня температура тримається біля точки замерзання.
Червень — найсонячніший місяць у році, в середньому близько восьми годин сонця на день. Липень — найтепліший місяць із середньою денною температурою 21 °C. Натомість у листопаді середня кількість сонячних годин становить менше двох на день, а з грудня по лютий — лише півтори години на день. Навесні знову стає тепліше: з березня по травень сонце світить від чотирьох до шести годин на день.
Лютий — найсухіший місяць року. Взимку в Копенгагені може випасти до 50 см снігу протягом 24 годин, тоді як влітку температура може підійматися до 33 °C.
Через те, що Копенгаген знаходиться на півночі, кількість світлових годин значно змінюється між літом і зимою. У день літнього сонцестояння сонце сходить о 04:26 і заходить о 21:58, забезпечуючи 17 годин 32 хвилини світлового дня. У день зимового сонцестояння воно сходить о 08:37 і заходить о 15:39, тобто світловий день триває 7 годин 1 хвилину. Таким чином, між літнім і зимовим сонцестояннями існує різниця в тривалості дня і ночі в 10 годин і 31 хвилину.
| Клімат Копенгагена (1961–1990)             | Клімат Копенгагена (1961–1990) | Клімат Копенгагена (1961–1990) | Клімат Копенгагена (1961–1990) | Клімат Копенгагена (1961–1990) | Клімат Копенгагена (1961–1990) | Клімат Копенгагена (1961–1990) | Клімат Копенгагена (1961–1990) | Клімат Копенгагена (1961–1990) | Клімат Копенгагена (1961–1990) | Клімат Копенгагена (1961–1990) | Клімат Копенгагена (1961–1990) | Клімат Копенгагена (1961–1990) | Клімат Копенгагена (1961–1990) |
| Показник                                   | Січ.                           | Лют.                           | Бер.                           | Квіт.                          | Трав.                          | Черв.                          | Лип.                           | Серп.                          | Вер.                           | Жовт.                          | Лист.                          | Груд.                          | Рік                            |
| Абсолютний максимум, °C                    | 10                             | 14                             | 19                             | 22                             | 28                             | 33                             | 31                             | 31                             | 27                             | 20                             | 14                             | 12                             | 33                             |
| Середній максимум, °C                      | 1,9                            | 2,0                            | 4,8                            | 9,5                            | 15,0                           | 19,2                           | 20,4                           | 20,3                           | 16,7                           | 12,1                           | 7,1                            | 3,7                            | 11,1                           |
| Середня температура, °C                    | 0,1                            | −0,1                           | 2,0                            | 5,7                            | 10,9                           | 15,1                           | 16,4                           | 16,3                           | 13,2                           | 9,5                            | 5,1                            | 1,8                            | 8,0                            |
| Середній мінімум, °C                       | −2                             | −2,4                           | −0,6                           | 2,3                            | 7,2                            | 11,3                           | 12,9                           | 12,6                           | 9,8                            | 6,7                            | 2,7                            | −0,5                           | 5,0                            |
| Абсолютний мінімум, °C                     | −24                            | −20                            | −18                            | −9                             | −2                             | 3                              | 8                              | 6                              | 1                              | −4                             | −7                             | −11                            | −24                            |
| Середня кількість сонячних годин на місяць | 45                             | 67                             | 110                            | 168                            | 217                            | 218                            | 202                            | 193                            | 133                            | 90                             | 55                             | 42                             | 1539                           |
| Норма опадів, мм                           | 46                             | 30                             | 39                             | 39                             | 42                             | 52                             | 68                             | 64                             | 60                             | 56                             | 61                             | 56                             | 613                            |
| Днів з дощем                               | 10                             | 8                              | 9                              | 8                              | 8                              | 8                              | 10                             | 10                             | 10                             | 9                              | 12                             | 11                             | 124                            |
| ------------------------------------------ | ------------------------------ | ------------------------------ | ------------------------------ | ------------------------------ | ------------------------------ | ------------------------------ | ------------------------------ | ------------------------------ | ------------------------------ | ------------------------------ | ------------------------------ | ------------------------------ | ------------------------------ |
| Джерело:                                   |                                |                                |                                |                                |                                |                                |                                |                                |                                |                                |                                |                                |                                |

## Економіка

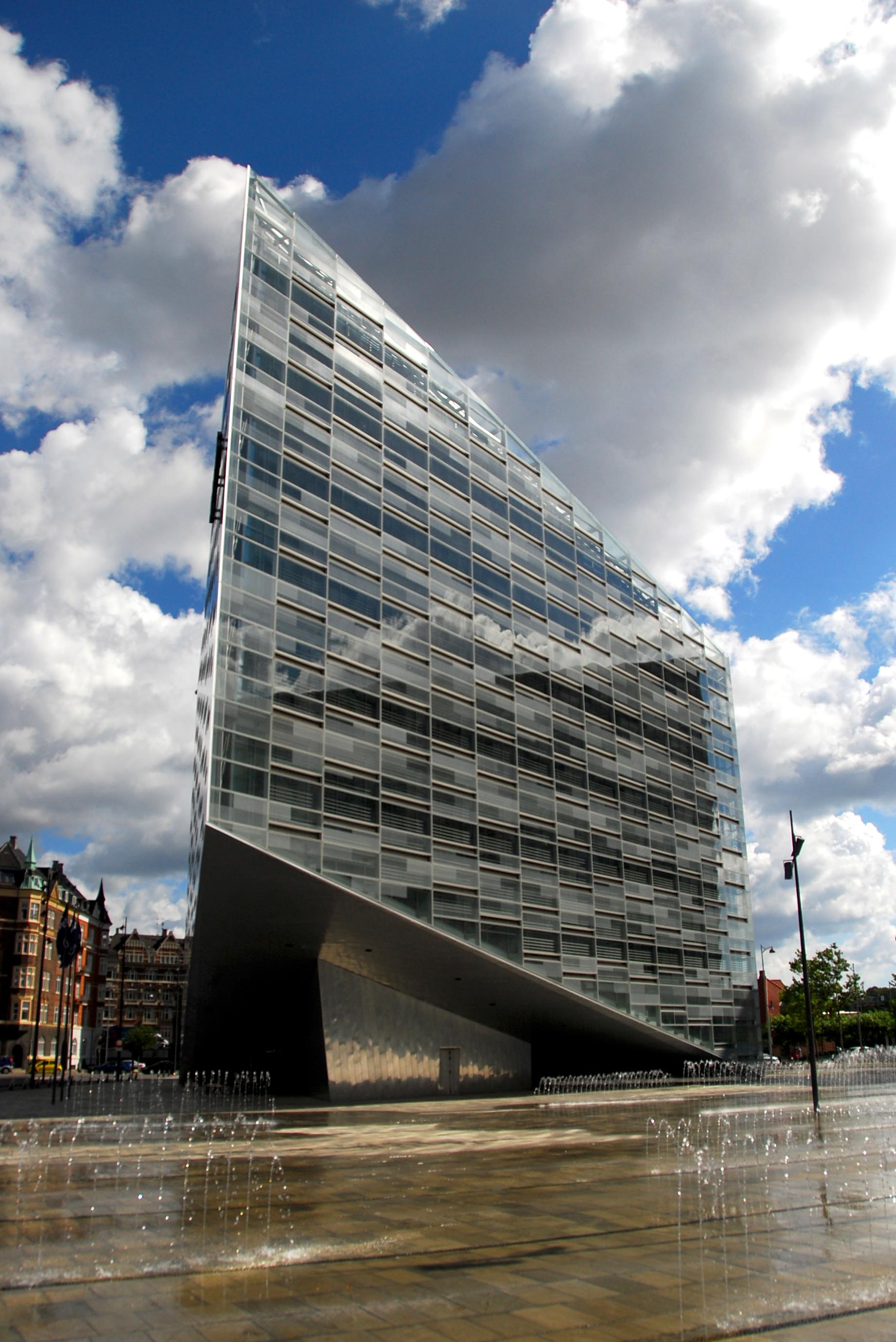
Кристал (Копенгаген), штаб-квартира Nykredit

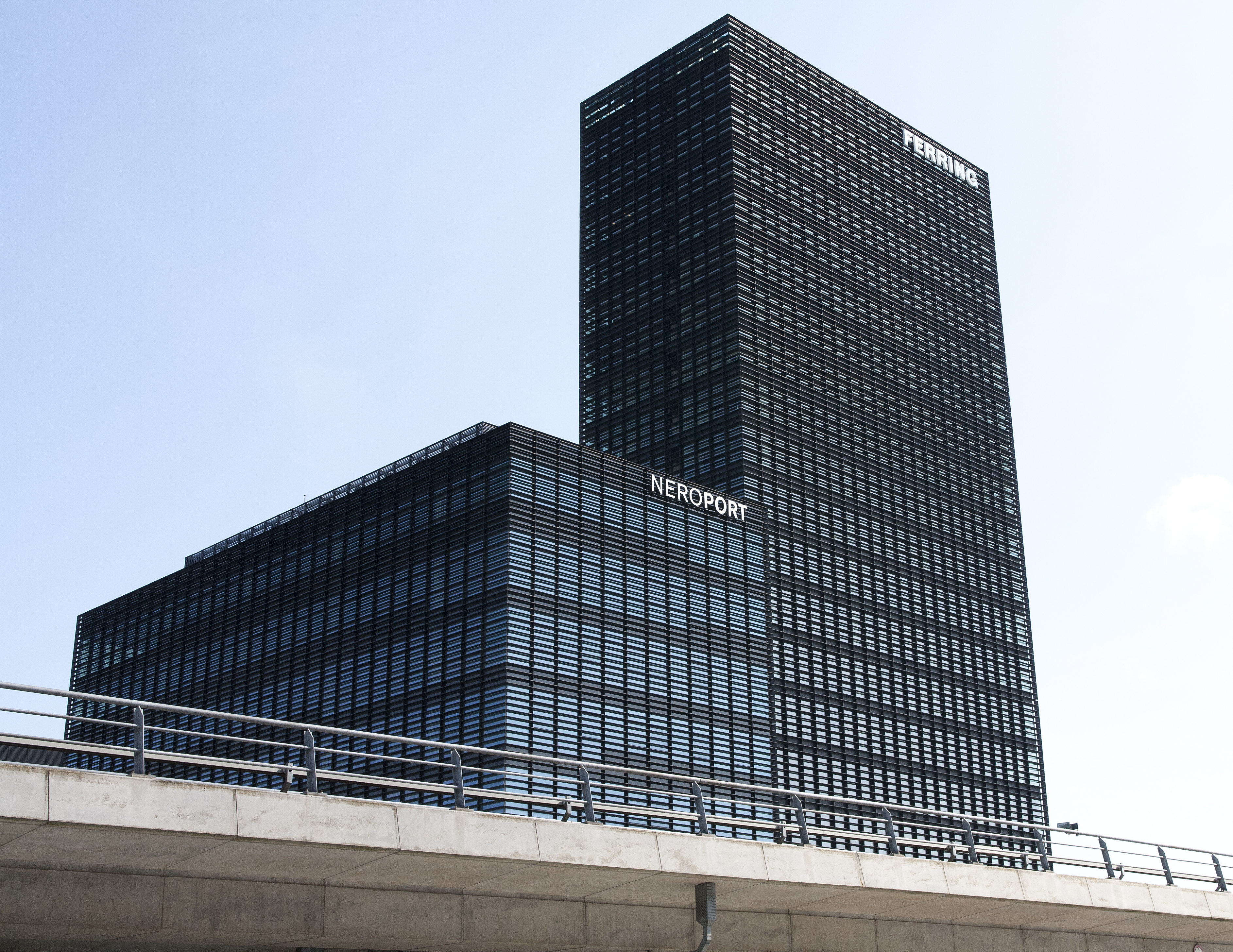
Скандинавська штаб-квартира швейцарської фармацевтичної компанії Ferring Pharmaceuticals

Копенгаген — провідний економічний і фінансовий центр Данії. Економіка міста значною мірою базується на послугах і торгівлі. Статистика за 2010 рік показує, що переважна більшість з 350 000 працівників Копенгагена зайняті в секторі послуг, особливо у галузі транспорту і зв'язку, торгівлі та фінансів, тоді як менше 10 000 працюють у виробничих галузях. У державному секторі працює близько 110 000 працівників, включаючи освіту та охорону здоров'я.
У 2006 — 2011 рр. економіка Копенгагена зросла на 2,5%, тоді як на решті території Данії вона впала приблизно на 4%.
2017 року валовий внутрішній продукт (ВВП) Столичного регіону Данії становив 120 мільярдів євро, що є 15-м найбільшим ВВП на душу населення серед регіонів Європейського Союзу. Згідно зі звітом «Копенгаген - лідер зеленої економіки», підготовленим Лондонською школою економіки та політології, Копенгаген широко визнаний лідером у галузі глобальної "зеленої" економіки. На регіон Копенгагена припадає майже 40% виробництва Данії, і він демонструє довгострокове стабільне зростання. На національному рівні ВВП Данії на душу населення входить до топ-10 країн світу. У той же час, зростання міста було досягнуто при одночасному покращенні екологічних показників та переході до низьковуглецевої економіки.
У Копенгагені мають штаб-квартири кілька фінансових установ і банків, зокрема Alm. Brand, Danske Bank, Nykredit та Nordea Bank Danmark A/S. Копенгагенська фондова біржа (CSE) була заснована в 1620 році і зараз належить компанії NASDAQ OMX Group. Тут мають офіси такі міжнародні компанії: Maersk, Novo Nordisk, Carlsberg Group і Novozymes. Міська влада заохочує розвиток бізнес-кластерів у кількох інноваційних секторах, які включають інформаційні технології, біотехнології, фармацевтику, чисті технології та рішення для розумного міста
Медико-біологічні науки — ключовий сектор з широкою науково-дослідницькою діяльністю. Медіконова долина — провідний двонаціональний кластер наук про життя в Європі, що охоплює Ересуннський регіон. Копенгаген має багато компаній та установ, що займаються дослідженнями та розробками в галузі біотехнологій, а ініціатива "Медіконова долина" має на меті зміцнити цю позицію та сприяти співпраці між компаніями та академічними колами. Багато великих данських компаній, таких як Novo Nordisk і Lundbeck, які входять до числа 50 найбільших фармацевтичних і біотехнологічних компаній світу, розташовані в цьому бізнес-кластері.
Ще одним важливим сектором є судноплавство — в Копенгагені розташована штаб-квартира найбільшої у світі судноплавної компанії Maersk. Місто обслуговує Копенгагенський порт. Після десятиліть стагнації він пережив відродження з 1990 року після злиття з портом Мальме. Обидва порти управляються компанією Copenhagen Malmö Port (CMP). Центральне розташування в Ересуннському регіоні дозволяє портам діяти як хаби для вантажів, які транспортуються далі до країн Балтії. Щорічно CMP приймає близько 8 000 суден і в 2012 році обробив близько 148 000 TEU.
У Копенгагені одні з найвищих заробітних плат у світі. Високі податки означають, що заробітна плата зменшується після обов'язкових відрахувань. Вигідна схема для дослідників з низьким оподаткуванням іноземних фахівців зробила Данію привабливим місцем для іноземної робочої сили. Проте місто також є одним з найдорожчих міст Європи.
Данська модель гнучкої безпеки має одне з найбільш гнучких законодавств у Європі щодо найму та звільнення, що створює привабливі умови для іноземних інвестицій та міжнародних компаній, які прагнуть базуватися в Копенгагені. У дослідженні Dansk Industri 2013 року щодо факторів зайнятості в дев'яноста шести муніципалітетах Данії, Копенгаген посів перше місце за рівнем освіти та розвитком приватних компаній за останні роки, але опустився на 86 місце за оцінкою місцевих компаній щодо клімату для працевлаштування.

## Пам'ятки
Сьогоднішній вигляд міста сформований ключовою роллю, яку він відігравав як регіональний центр протягом століть. Копенгаген має багато районів, кожен з яких має свій особливий характер. Інші відмінні риси Копенгагена: велика кількість води, численні парки та велосипедні доріжки, що пролягають вздовж більшості вулиць.

### Архітектура
Найстаріший район Копенгагена часто називають Мідделдалдербюен (середньовічне місто). Однак найхарактернішим районом міста є Фредеріксстаден, що виник за часів правління Фредеріка V. У його центрі знаходиться палац Амалієнборг, над яким височіє купол церкви Фредеріка (або Мармурової церкви) та кілька елегантних особняків у стилі рококо XVIII століття. Внутрішнє місто включає Слотсгольмен, маленький острів, на якому стоїть палац Крістіансборг, і Крістіансгавн з його каналами. Берсен на Слотсгольмені і палац Фредеріксборг в Гіллереді є яскравими прикладами голландського ренесансного стилю в Копенгагені. Навколо історичного центру міста лежить смуга зближених житлових районів (Вестербро, Внутрішнє Нерребро, Внутрішнє Естербро), що датуються переважно кінцем XIX століття. Вони були побудовані за межами старих валів, коли місту нарешті дозволили розширюватися за межі його укріплень.

### Пам'ятник Шевченку
24 вересня 2010 року в копенгагенському парку Естре Анлег (Østre Anlæg) з ініціативи та зусиллями дансько-українського товариства встановлено перший у країнах Скандинавії пам'ятник Тарасові Шевченку. Ініціативу встановлення підтримало посольство України в Данії, основне фінансування взяв на себе колишній посол України Павло Рябикін, а частину витрат покрили приватні пожертви найстарішого ветерана УПА в Скандинавії Петра Балицького та голови дансько-українського товариства Івана Нестера. Автор бронзового погруддя — український скульптор Сергій Богуславський, який мешкає в Копенгагені. Пам'ятник розташовано неподалік будинку, у якому колись працювала дипломатична місія УНР (про це свідчить меморіальна табличка). На гранітному постаменті данською мовою викарбувано: Тарас Шевченко. 1814—1861. Національний поет України.

## Населення
Населення: 644,431 (2022) / 1.362.млн (з передмістями).
| Національність | Населення |
| --- | --------- |
| Пакистан | 8 581     |
| Туреччина | 7457      |
| Ірак | 6 894     |
| Німеччина | 6 720     |
| Польща | 6 510     |
| Швеція | 5,459     |
| Сомалі | 5440      |
| Марокко | 5312      |
| Англія | 5,263     |
| Ліван | 5 058     |
| Італія | 4,787     |
| Норвегія | 4752      |
| Індія | 4,295     |
| Китай | 4,243     |
| Іран | 4,232     |
| \| Інші країни \| Інші країни \| \| ------------------ \| ----------- \| \| Сполучені Штати \| 3975 \| \| Румунія \| 3635 \| \| Франція \| 3373 \| \| Іспанія \| 3362 \| \| Югославія \| 3 063 \| \| Непал \| 2668 \| \| Філіппіни \| 2 543 \| \| Північна Македонія \| 2372 \| \| Аргентина \| 2315 \| \| Ісландія \| 2,283 \| \| Боснія \| 2,198 \| \| Таїланд \| 2044 \| \| Литва \| 1946 \| \| Болгарія \| 1912 \| \| Сирія \| 1850 \| \| Афганістан \| 1838 \| \| Греція \| 1767 \| \| Росія \| 1713 \| \| В'єтнам \| 1627 \| \| Бразилія \| 1516 \| \| Нідерланди \| 1416 \| \| Португалія \| 1405 \| \| Фінляндія \| 1393 \| \| Угорщина \| 1305 \| \| Бангладеш \| 1,208 \| \| Йорданія \| 1,192 \| \| Україна \| 1042 \| \| Австралія \| 1026 \| |           |
| Інші країни |           |
| Сполучені Штати | 3975      |
| Румунія | 3635      |
| Франція | 3373      |
| Іспанія | 3362      |
| Югославія | 3 063     |
| Непал | 2668      |
| Філіппіни | 2 543     |
| Північна Македонія | 2372      |
| Аргентина | 2315      |
| Ісландія | 2,283     |
| Боснія | 2,198     |
| Таїланд | 2044      |
| Литва | 1946      |
| Болгарія | 1912      |
| Сирія | 1850      |
| Афганістан | 1838      |
| Греція | 1767      |
| Росія | 1713      |
| В'єтнам | 1627      |
| Бразилія | 1516      |
| Нідерланди | 1416      |
| Португалія | 1405      |
| Фінляндія | 1393      |
| Угорщина | 1305      |
| Бангладеш | 1,208     |
| Йорданія | 1,192     |
| Україна | 1042      |
| Австралія | 1026      |

Розвиток населення Копенгагена:
- 1450 : ~4.000:5.000
- 1500 : ~10.000
- 1650 : ~30.000
- 1700 : ~65.000
- 1769 : 80.000
- 1787 : 90.032
- 1801 : 100.975
- 1840 : 120.819
- 1850 : 129.695
- 1860 : 155.143
- 1870 : 181.291
- 1880 : 234.850
- 1890 : 312.859
- 1901 : 360.787
- 1901 : 400.575
- 1911 : 462.161
- 1921 : 561.344
- 1930 : 617.069
- 1940 : 700.465
- 1950 : 768.105
- 1960 : 721.381
- 1963 : 706.000
- 1966 : 678.000
- 1970 : 622.773
- 1975 : 562.405
- 1980 : 498.850
- 1985 : 478.615
- 1990 : 466.723
- 1995 : 471.300
- 2000 : 495.699
- 2005 : 502.362
- 2010 : 528.208
- 2011 : 539.542
- 2012 : 549.040
- 2013 : 559.440
- 2014 : 569.557
- 2015 : 580.184

- Дипломатичне представництво України в Королівстві Данія: місто Копенгаген, вулиця Толдбодгаде, будинок 37-А.

## Транспорт

### Метро
Система метрополітену відкрита 2002 року. На міжнародній конференції по метрополітену (англ. Metro Rail Conference) 2008 року копенгагенська підземна залізниця була визнана найкращою в світі. Станом на 2021 рік копенгагенський метрополітен налічує чотири лінії (M1, M2, М3, М4) з 44 станціями і при цьому постійно розвивається: 2019 року відкрили кільцевий маршрут М3, а 2021 лінію M4.
| Лінія | Назва    | Колір    | Колір    | Маршрут              | Дата відкриття | Довжина | Станції |
| ----- | -------- | -------- | -------- | -------------------- | -------------- | ------- | ------- |
| M1    | Лінія M1 | Зелений  | Лінія M1 | Ванлесе — Вестамагер | 2002 рік       | 13,1 км | 15      |
| M2    | Лінія M2 | Жовтий   | Лінія M2 | Ванлесе — Луфтгавнен | 2002/2007 рік  | 14,2 км | 16      |
| M3    | Лінія M3 | Червоний | Лінія M3 | Кільцевий маршрут    | 2019 рік       | 15.5 км | 17      |
| M4    | Лінія M4 | Синій    | Лінія M4 | Еллеберг — Орієнткай | 2020/2024 рік  | 13 км   | 13      |

З 16 березня 2009 року метро працює цілодобово.
Однією з відмінних рис Копенгагенського метрополітену є те, що в потягах метро немає машиніста, а керування відбувається завдяки повністю автоматизованій системі ATC (від англ. Automatic Train Control).

Схема метро після введення кільцевого маршруту (лінії М3/М4), орієнтовно після 2018 року
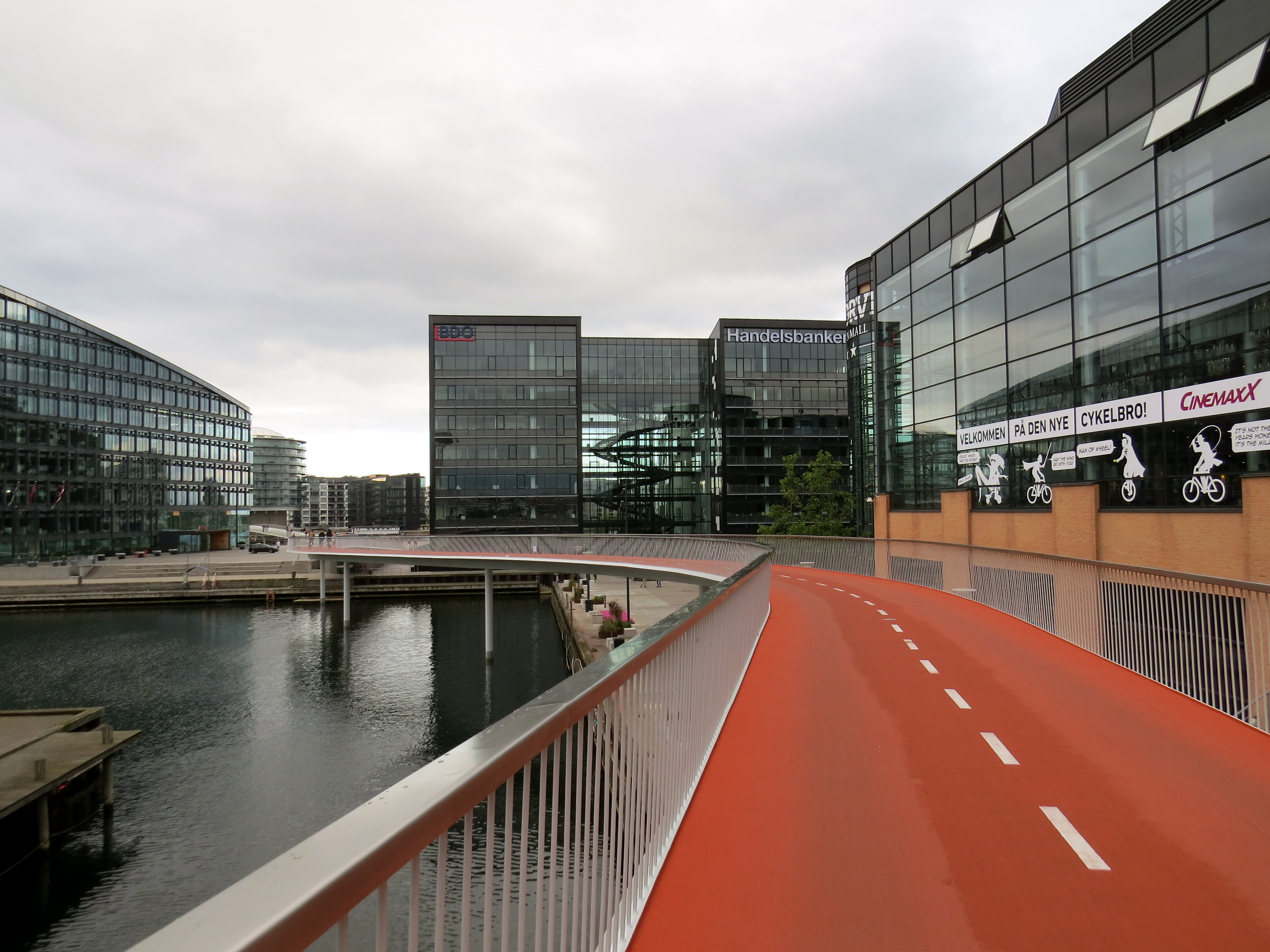
Cykelslangen («велосипедна змія») — міст тільки для велосипедистів

### Велосипедні доріжки
Велосипед у Копенгагені, як і в більшості міст Данії, є важливим видом транспорту та домінуючою рисою міського пейзажу, яку часто помічають відвідувачі. Місто має сприятливі умови для їзди на велосипеді — густа забудова, короткі відстані та рівнинна місцевість — разом із розгалуженою та добре продуманою системою велосипедних доріжок. Це заслужило йому репутацію одного з найбільш сприятливих для велосипедистів міст у світі. Кожного дня копенгагенці проїжджають 1,2 мільйона кілометрів, причому 62% усіх жителів добираються на роботу, до школи чи університету на велосипеді; фактично майже стільки людей їздить на велосипеді в конгломерації Копенгагена, скільки  їздять на роботу велосипедом на всій території США. Їзда на велосипеді зазвичай сприймається як більш здоровий, екологічно чистий, дешевший і часто швидший спосіб пересування містом, ніж використання автомобіля.

## Адміністративний поділ
| Міські округи | Інші зони                       |                                    |
| --- | ------------------------------- | ---------------------------------- |

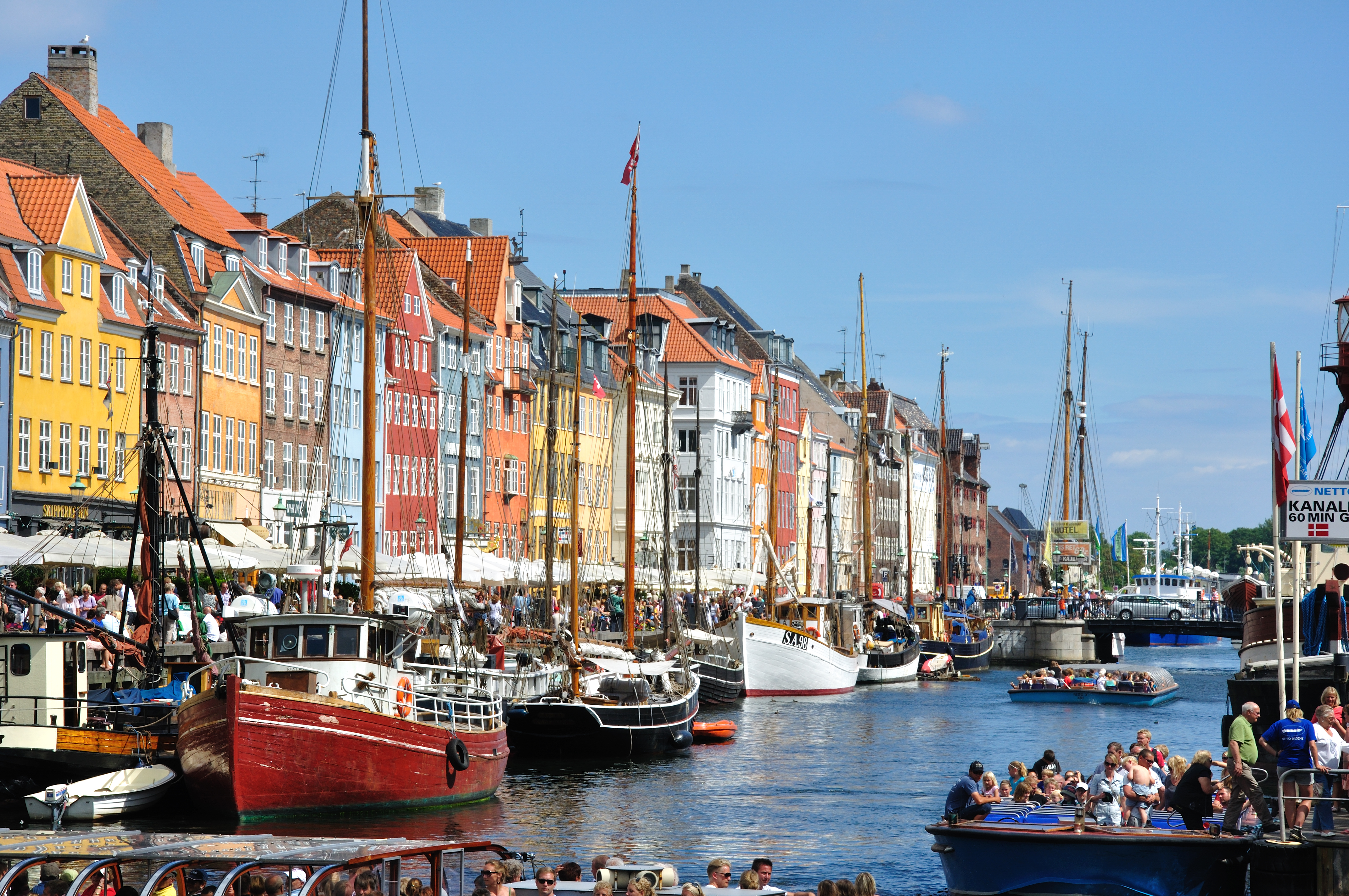
Індре Бю

| 1. Індре Бю (Центр міста) (розташований на островах Зеландія та Амагер, район Крістангаун, в тому числі Вільне місто Християнія, Голмер) 2. Естербро 3. Нерребро 4. Вестербро 5. Вальбю 6. Ванлесе 7. Брьонсхьой-Хусум, в тому числі Тінб'єрг 8. Біспеб'єрг 9. Амагер Ест 10. Амагер Вест, в тому числі Ерестад | - Фредеріксберг (місто в місті) | Адміністративний поділ Копенгагена |

## Спорт
Місто має велику кількість спортивних команд. Дві найуспішніші футбольні команди міста — Копенгаген та Брондбю. Футбольний клуб Копенгаген — багаторазовий чемпіон та володар кубку Данії, був створений 1992 року, завдяки об'єднанню команд Б 1903 та КБ. Свої матчі клуб проводить на стадіоні Паркен. Команда Брондбю заснована 1964 року, грає на однойменному стадіоні, який розташований в районі Брондбювестер.

## Відомі особи
- Фредерік IV (1671—1730) — король Данії та Норвегії з 1699 до 1730 року.
- Бертель Торвальдсен (1770—1844) — художник і скульптор.
- Камма Рахбек (1775—1829) — мисткиня та власниця салону.
- Петер Вільгельм Лунд (1801—1880) — фізик, ботанік, зоолог і палеонтолог.
- Тор Ланге (1851—1915) — поет-перекладач, вчений-лінгвіст
- Карл Нільсен (1865—1931) — данський композитор
- Аста Нільсен (1881—1972) — данська акторка німого кіно
- Нільс Бор (1885—1962) — данський фізик-теоретик і громадський діяч, один із творців сучасної фізики, лауреат Нобелівської премії з фізики
- Карен Бліксен (1885—1962) — данська письменниця
- Жан П'єр Герсгольт (1886—1956) — американський актор данського походження
- Кай Нільсен (1886—1957) — данський ілюстратор
- Макс Ре (1889—1953) — данський художник по костюмах і художник-постановник
- Боділ Іпсен (1889—1964) — данська акторка і кінорежисер
- Віктор Борге (1909—2000) — данський піаніст, диригент та комік
- Йорн Утзон (1918—2008) — архітектор, автор проєкту опери Сіднея.
- Ларс фон Трієр (* 1956) — кінорежисер та сценарист
- Йенс Фінк-Йенсен (* 1956) — письменник, поет, фотограф і композитор
- Джанкарло Еспозіто (* 1958) — американський актор
- Петер Флінт (* 1964) — кінорежисер.

## Галерея

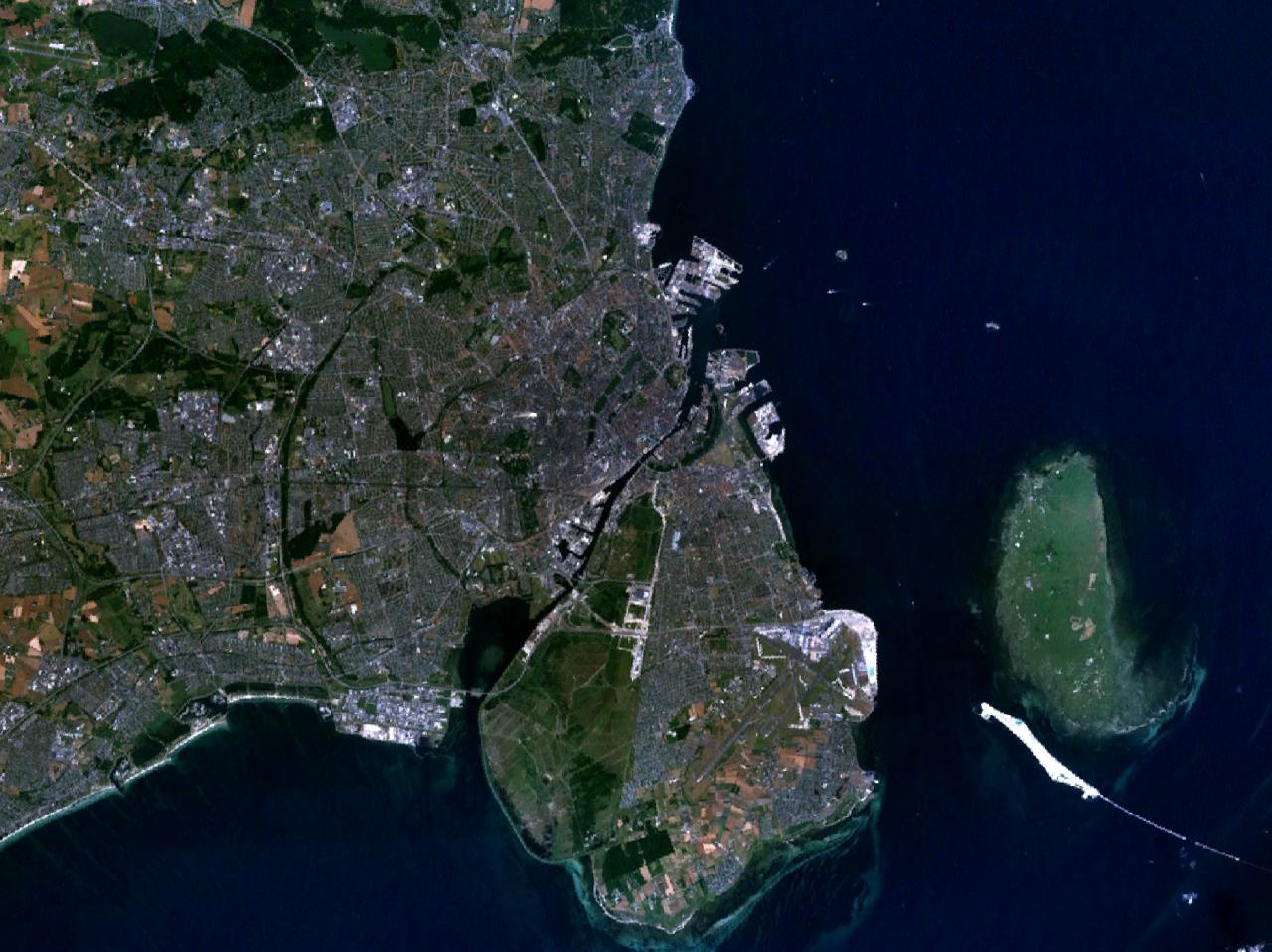
Місто з космосу
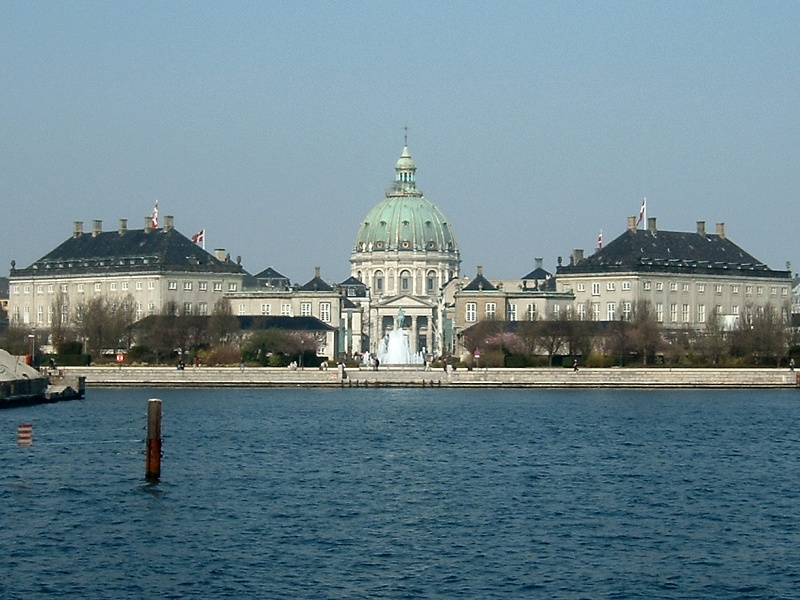
Королівський палац Амалієнборг
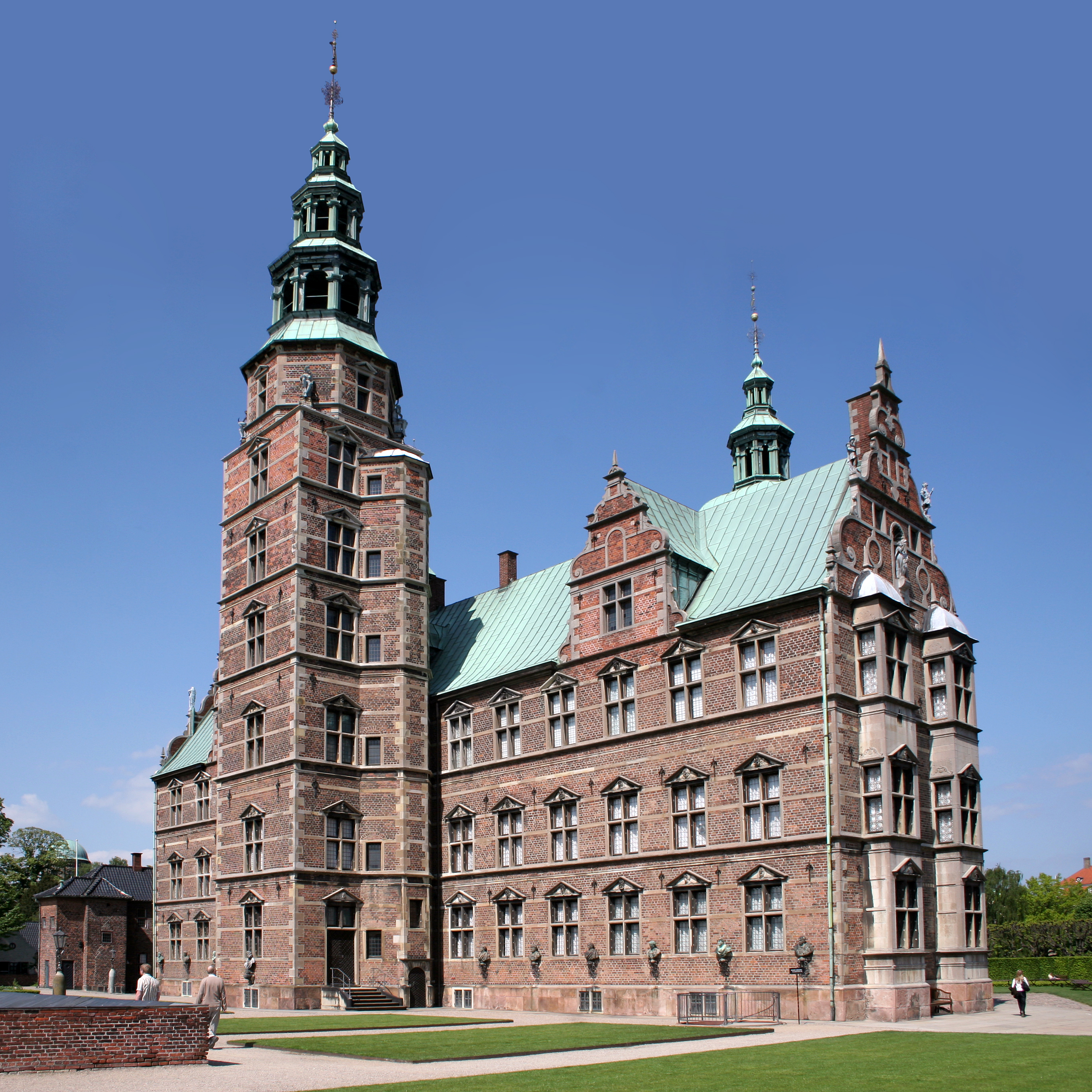
Палац Розенборг
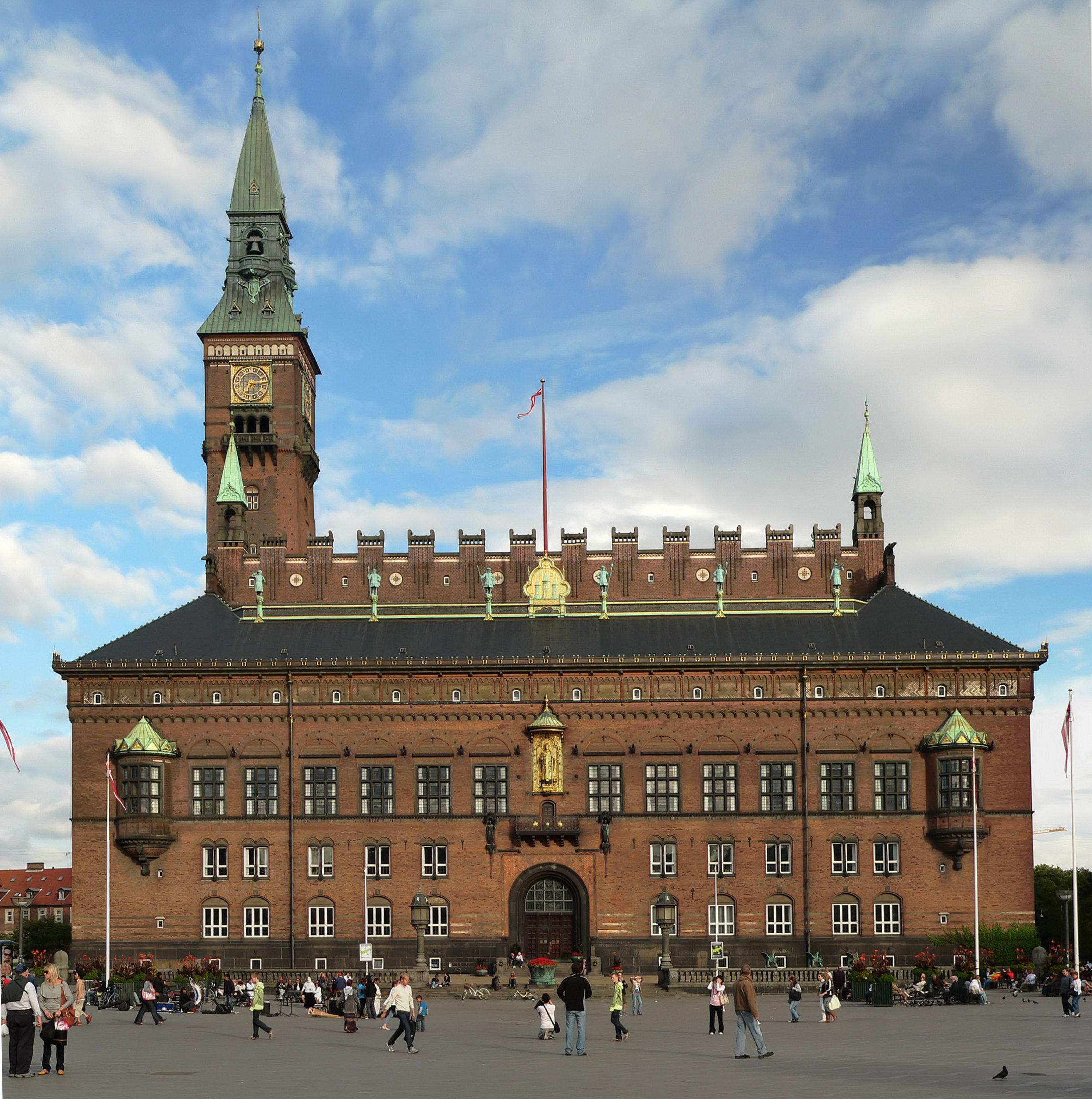
Будинок міської ратуші
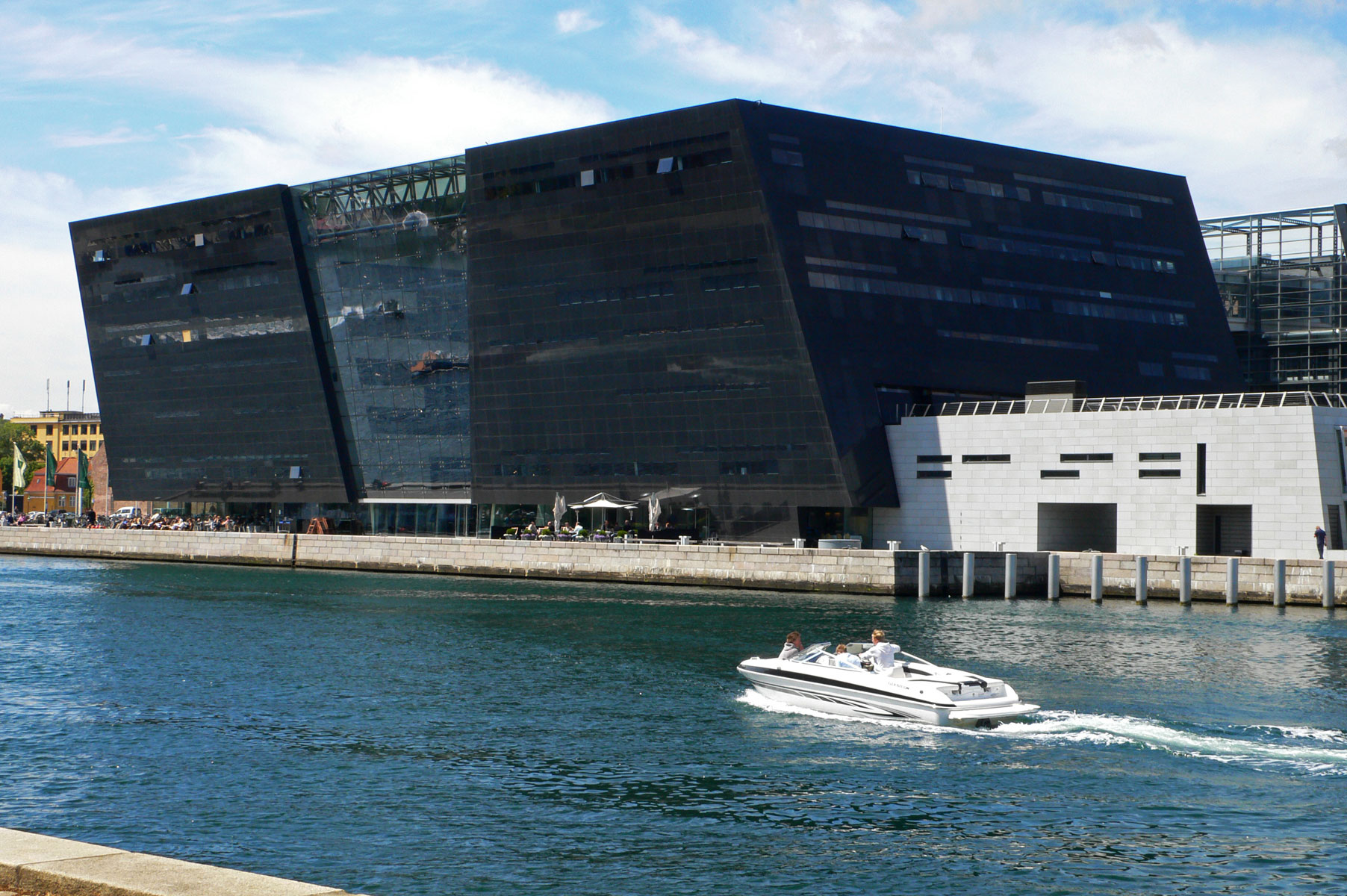
Чорний діамант
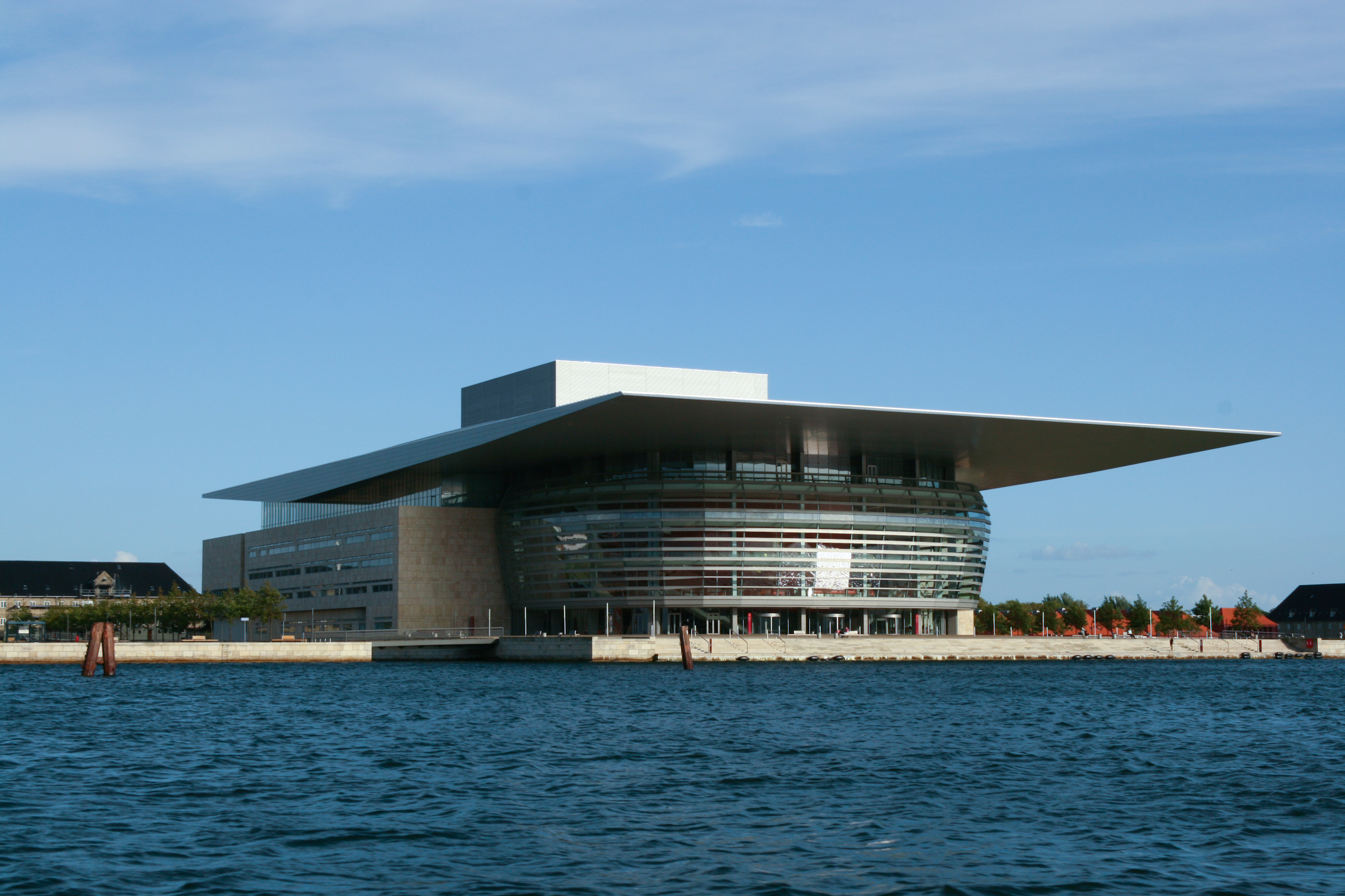
Опера
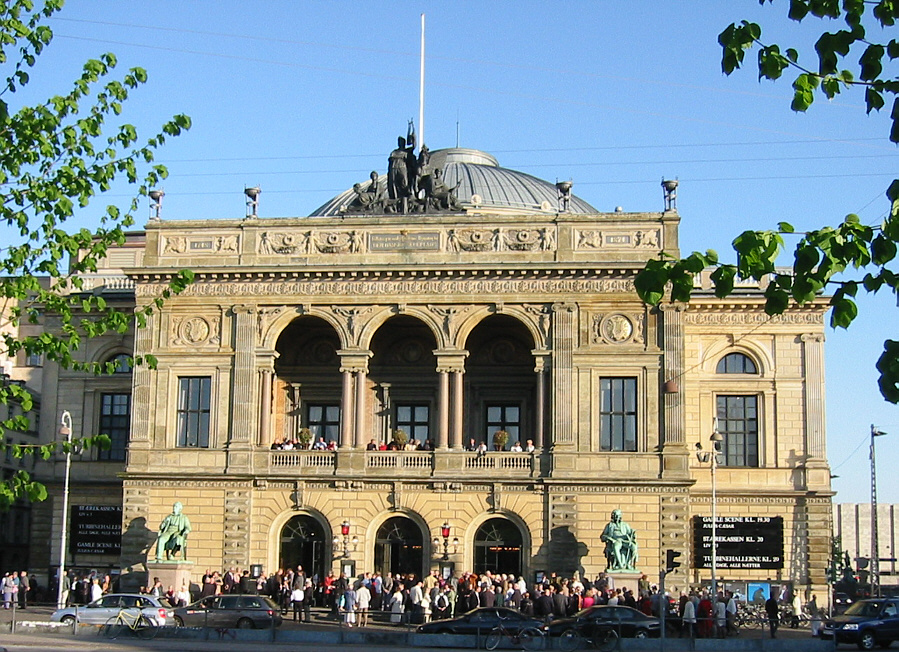
Королівський театр Данії
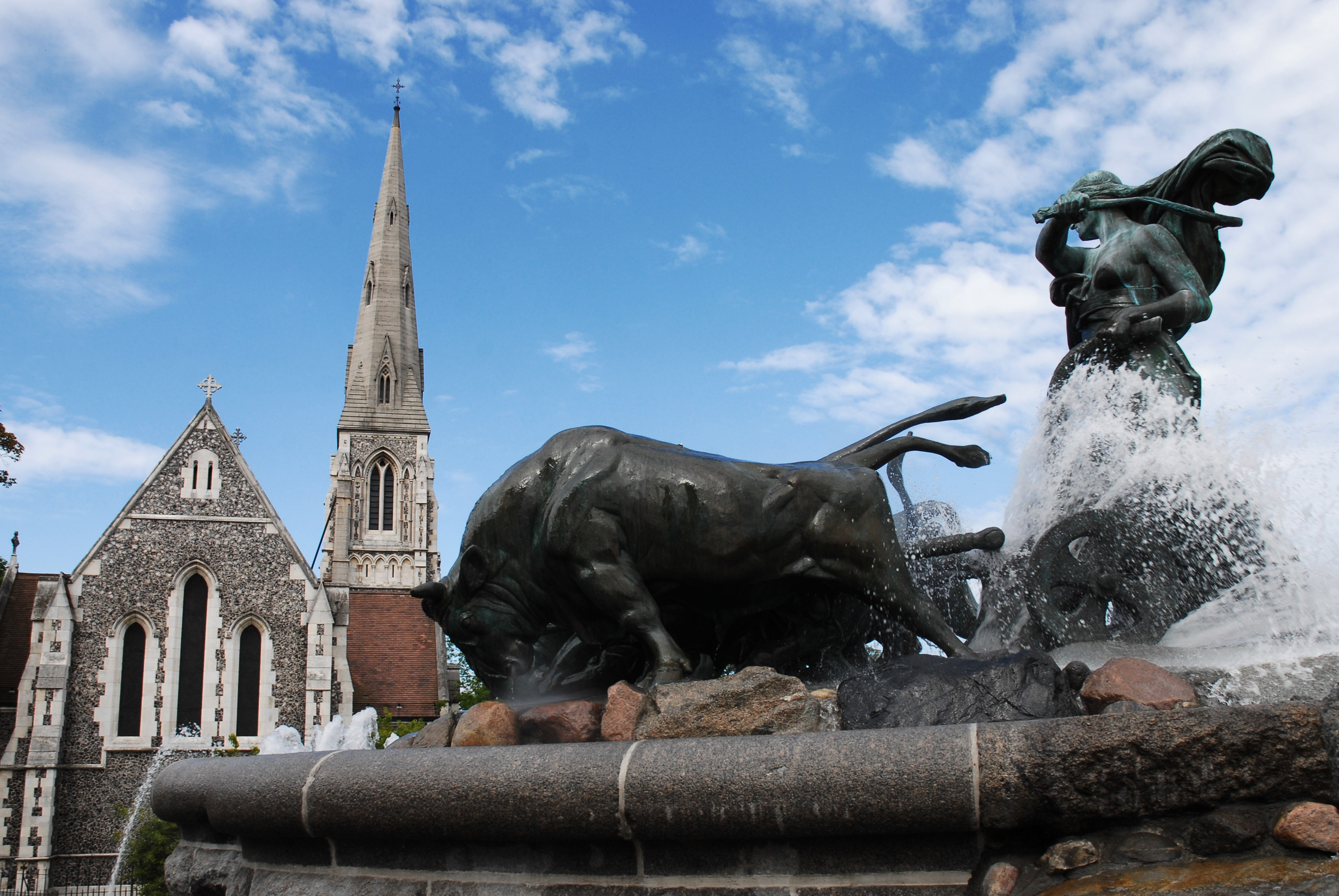
Фонтан Гефіон
Пам'ятник Гансу Крістіану Андерсену
Русалонька
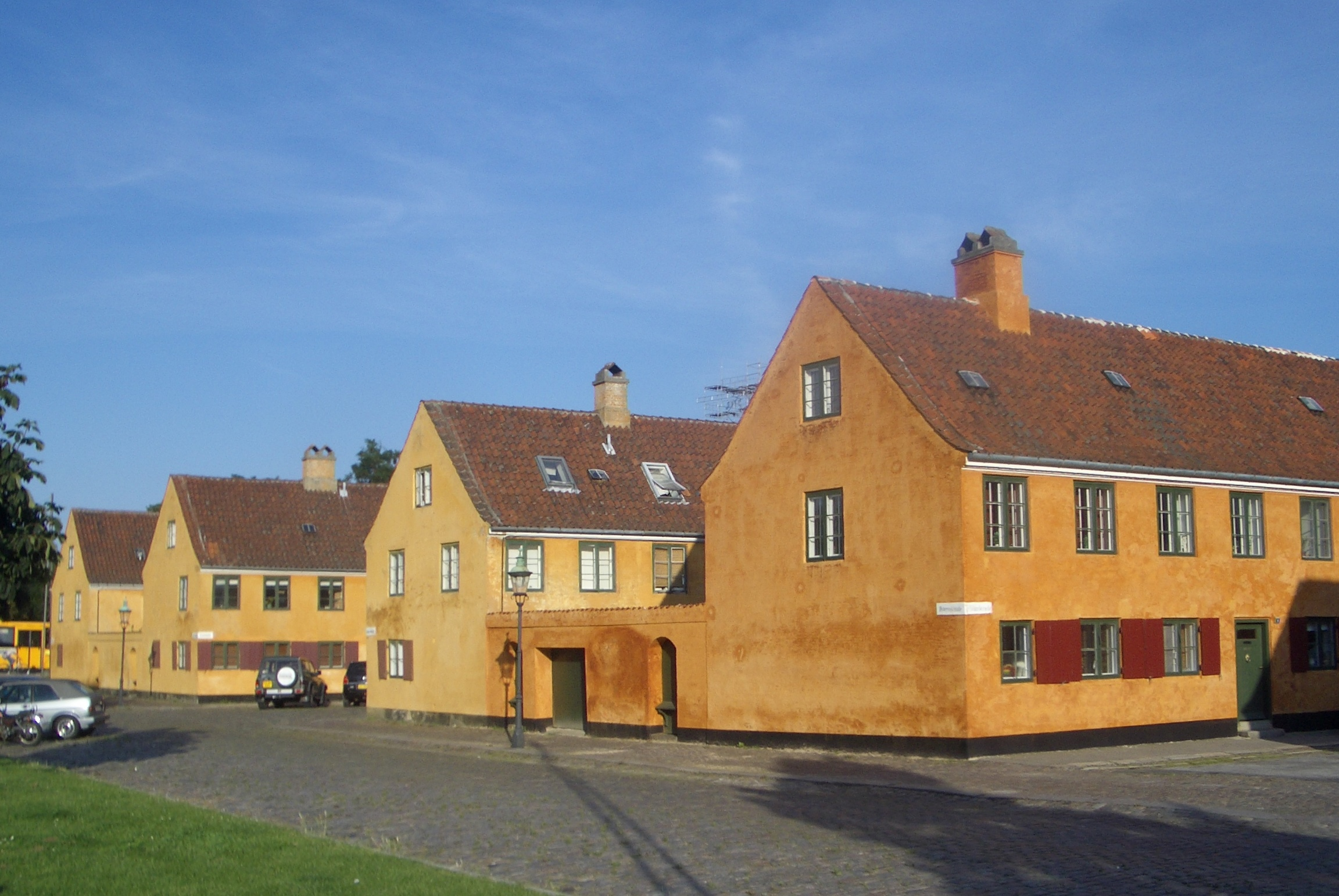
Район Нібодер
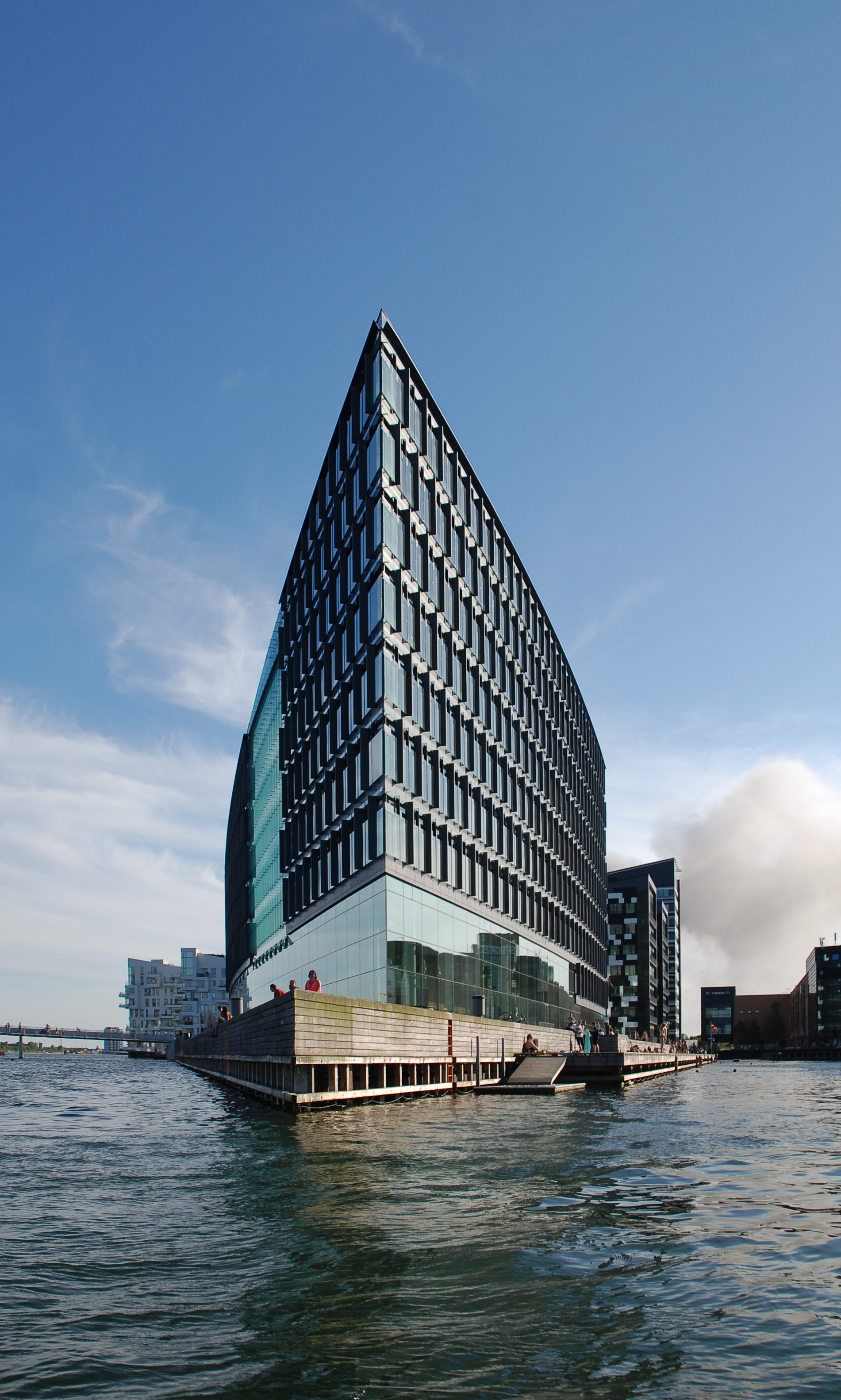
Штаб-квартира Aller Media
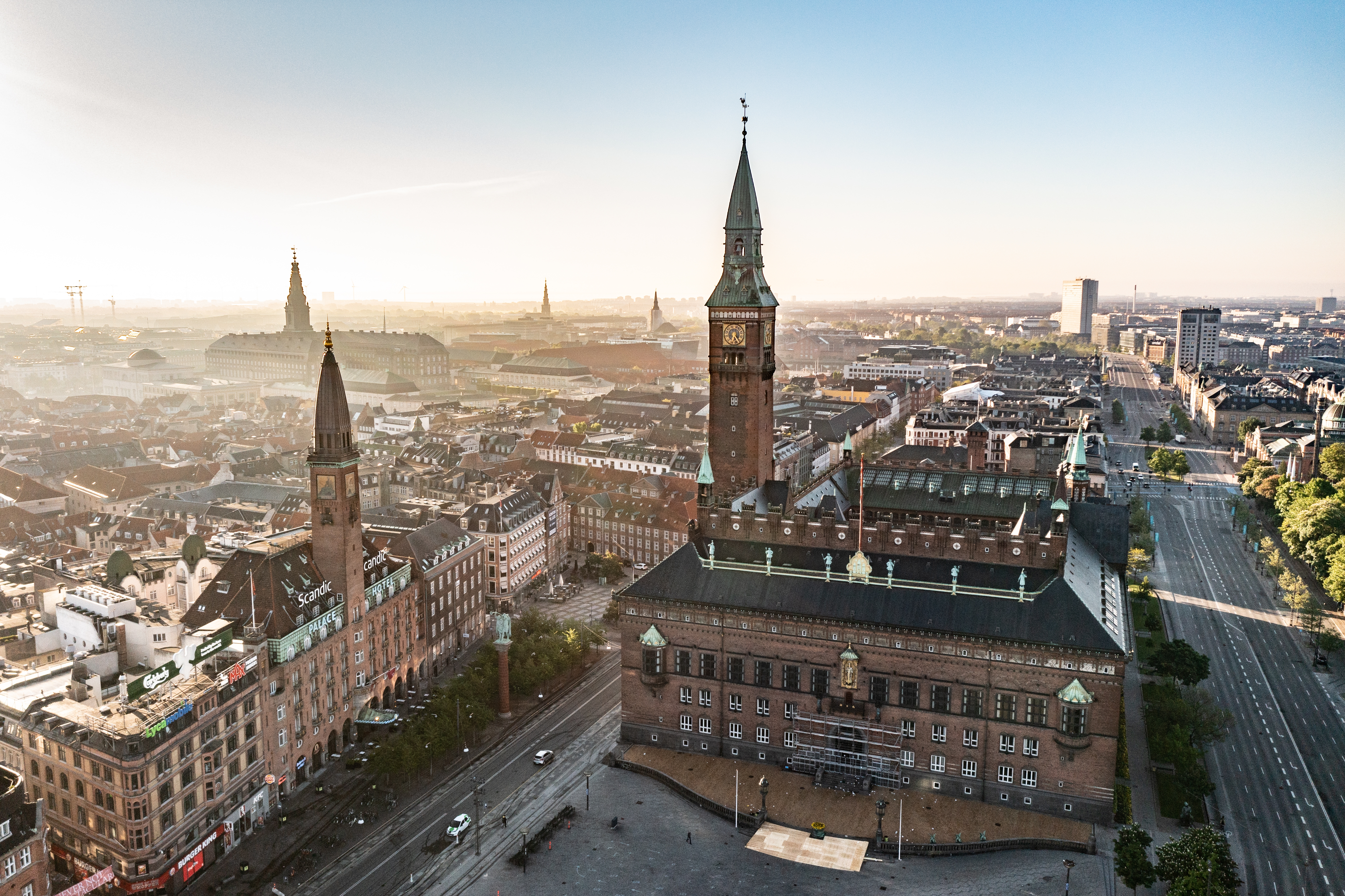
Ратуша на Ратушній площі
Неонові вогні набережної озера Сортедам
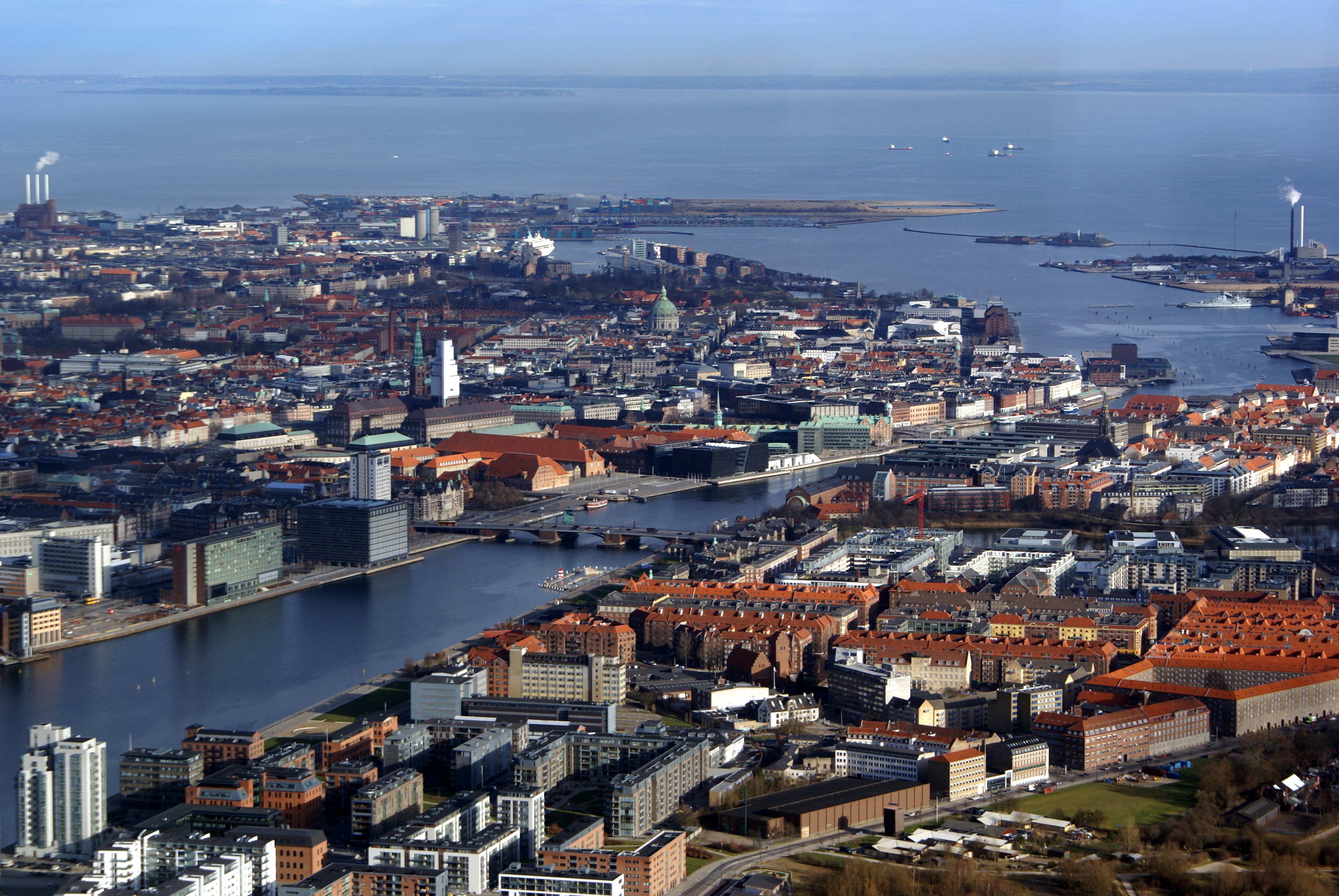
Копенгаген з повітря